# Schönburg (Adelsgeschlecht)

Stammwappen der Grafen von Schönburg

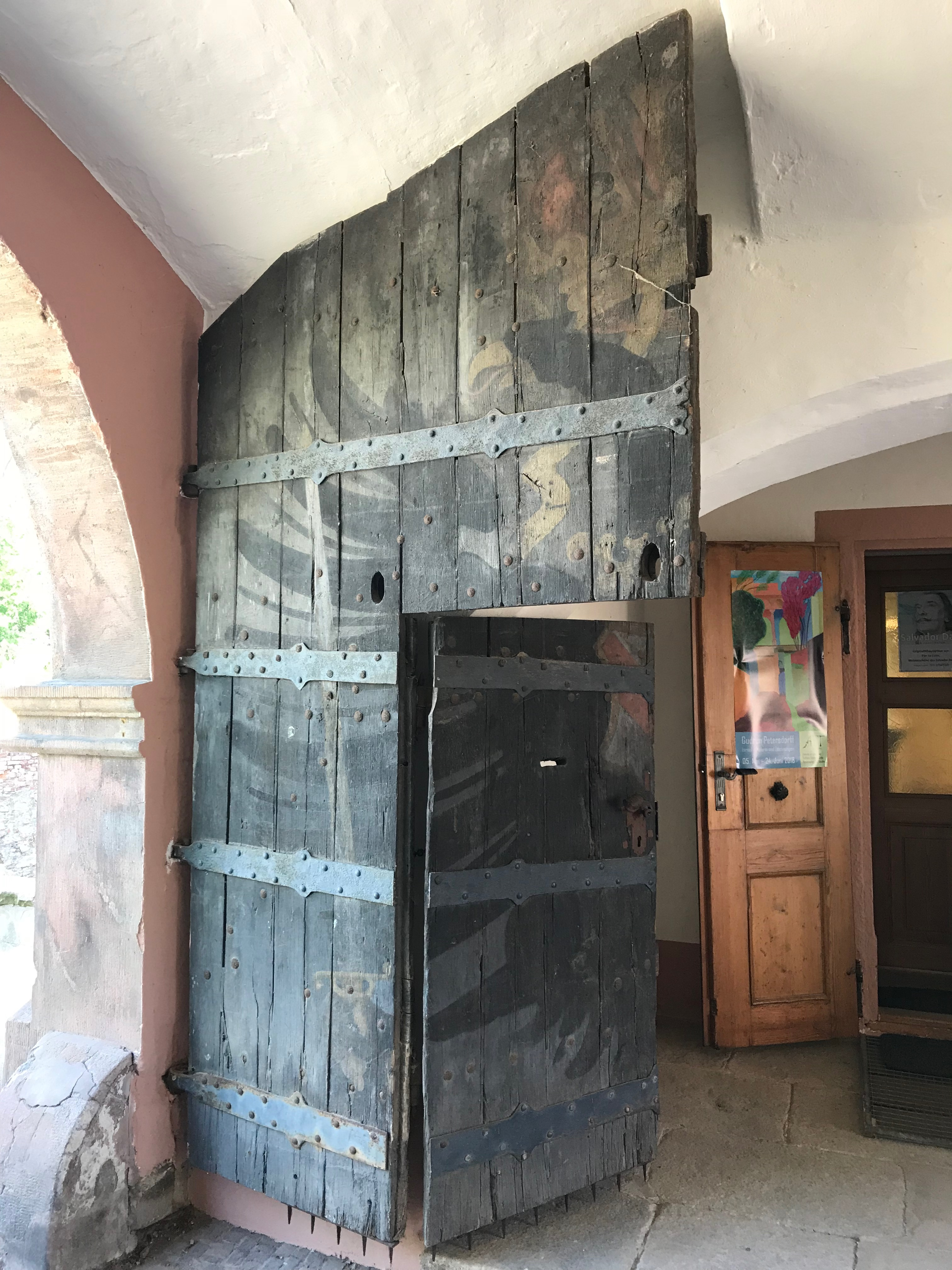
Torflügel von Schloss Forderglauchau mit dem Wappen der Schönburger, hinterlegt mit dem Reichsadler, als Zeichen der Reichsunmittelbarkeit

Schönburg (auch Schumburg; tschechisch: ze Šumburka oder als Wort „Schönburger“: „Šumburkové“) ist der Name eines alten sächsisch-thüringischen edelfreien Adelsgeschlechts, das zeitweilig auch in Böhmen ansässig wurde und die Schönburgischen Herrschaften besaß, teils als reichsunmittelbare Herrschaften, teils als kursächsische Lehen. 1700 wurde das Gesamthaus Schönburg in den Reichsgrafenstand erhoben, 1790 die Obere Linie in den Reichsfürstenstand. Die Familie zählt zum historischen Hochadel.

## Geschichte

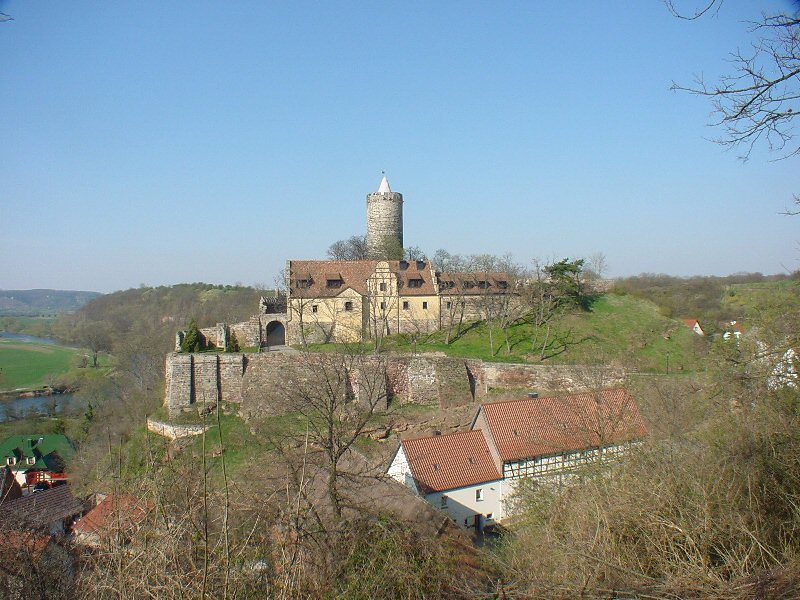
Die Schönburg an der Saale

Das mit Ulricus de Schunenberg (Sconenberg) im Jahr 1130 erstmals auf der Schönburg an der Saale urkundlich erwähnte Geschlecht besaß um 1182 ein reichsunmittelbares Gebiet in der Gegend von Geringswalde, das sie 1590 an Kursachsen abtraten.
Wohl schon im letzten Viertel des 12. Jahrhunderts verlagerten die Herren von Schönburg ihren Herrschaftsschwerpunkt von der Saale in den Raum um die Zwickauer Mulde und wechselten vermutlich unter Hermann I. (1212–1224/25 belegt) in die Reichsministerialität über. Wie andere edelfreie und ministerialische Familien konnten sie im Reichsland Pleißen vor allem durch Rodung eine Landesherrschaft aufbauen. Um 1170 gründeten sie die Burg Glauchau. Die als sicher angenommene Stammreihe beginnt mit Hermannus de Sconeberg (Hermann I. von Schönburg) der 1212 bis 1224 urkundlich auftrat. Hermann II., sein Sohn, stiftete 1233 das Benediktinerinnenkloster Geringswalde, das bis zur Reformation als Grablege der Familie diente.
Jahrhundertelang bestimmten die Herren von Schönburg die Geschichte in Südwestsachsen. Zu ihren Besitzungen, den Schönburgischen Herrschaften, gehörten unter anderem: Glauchau (Eigenbesitz seit 1256), Lichtenstein (seit 1286), Waldenburg (seit 1378) und die Grafschaft Hartenstein (seit 1406). Während sie Hartenstein vom Kurfürstentum Sachsen als Reichsafterlehen bekamen, trugen die Schönburger ihre drei frühen Reichslehen Glauchau, Lichtenstein und Waldenburg den böhmischen Königen des Hauses Luxemburg, die auch die deutschen Kaiser stellten, als Reichsafterlehen auf, um sie vor kursächsischem Einfluss zu bewahren. Dazu kamen im 16. Jahrhundert die kursächsischen Lehnsherrschaften Penig und Wechselburg (seit 1543) sowie Rochsburg (seit 1548), die im Tausch gegen die Herrschaften Lohmen, Wehlen und Hohnstein an die Schönburger fielen. Die gesamten Güter hatten zeitweise einen Umfang von 16 Quadratmeilen mit 14 Städten und 61.000 Einwohnern. Der größte Teil waren somit Reichsafterlehen, der übrige Besitz kursächsische Lehen.
Schon im späten Mittelalter wurden die Schönburgischen Herrschaften verschiedentlich geteilt (u. a. zwischen der Glauchauer, ab ca. 1300 der Crimmitschauer sowie der böhmischen Pürsteiner Linie). Im Gegensatz dazu sahen die brüderlichen Teilungen von 1524 und 1556 nur eine Nutzungsteilung vor, während die Belehnungen stets zur gesamten Hand erfolgten und an der gemeinsamen Regierung in Glauchau festgehalten wurde. Die Familie zerfiel fortan in die Hauptlinien Glauchau (bis 1610), Waldenburg (später auch als Obere – ab 1790 fürstliche – Linie bezeichnet und geteilt in die Äste Waldenburg und Hartenstein) sowie Penig (die 1610 Glauchau erbte), letztere auch als Untere (gräfliche) Linie bekannt. Die Zweige blieben als „Gesamthaus“ verbunden, was in Familienverträgen von 1556 und 1566 näher geregelt wurde. Die Regierung des Gesamthauses wechselte jährlich zwischen den drei Linien. Da keine Primogeniturordnung erlassen wurde, kam es in der frühen Neuzeit zeitweilig zur Bildung weiterer Zweige.
Die Herren von Schönburg zählten zu den Reichsständen des Heiligen Römischen Reichs deutscher Nation, und zu den Landständen der sächsischen Kurfürsten sowie der Könige von Böhmen. Die Reichsstandschaft übten die Grafen von Schönburg als Mitglieder des wetterauischen Grafenkollegiums aus.

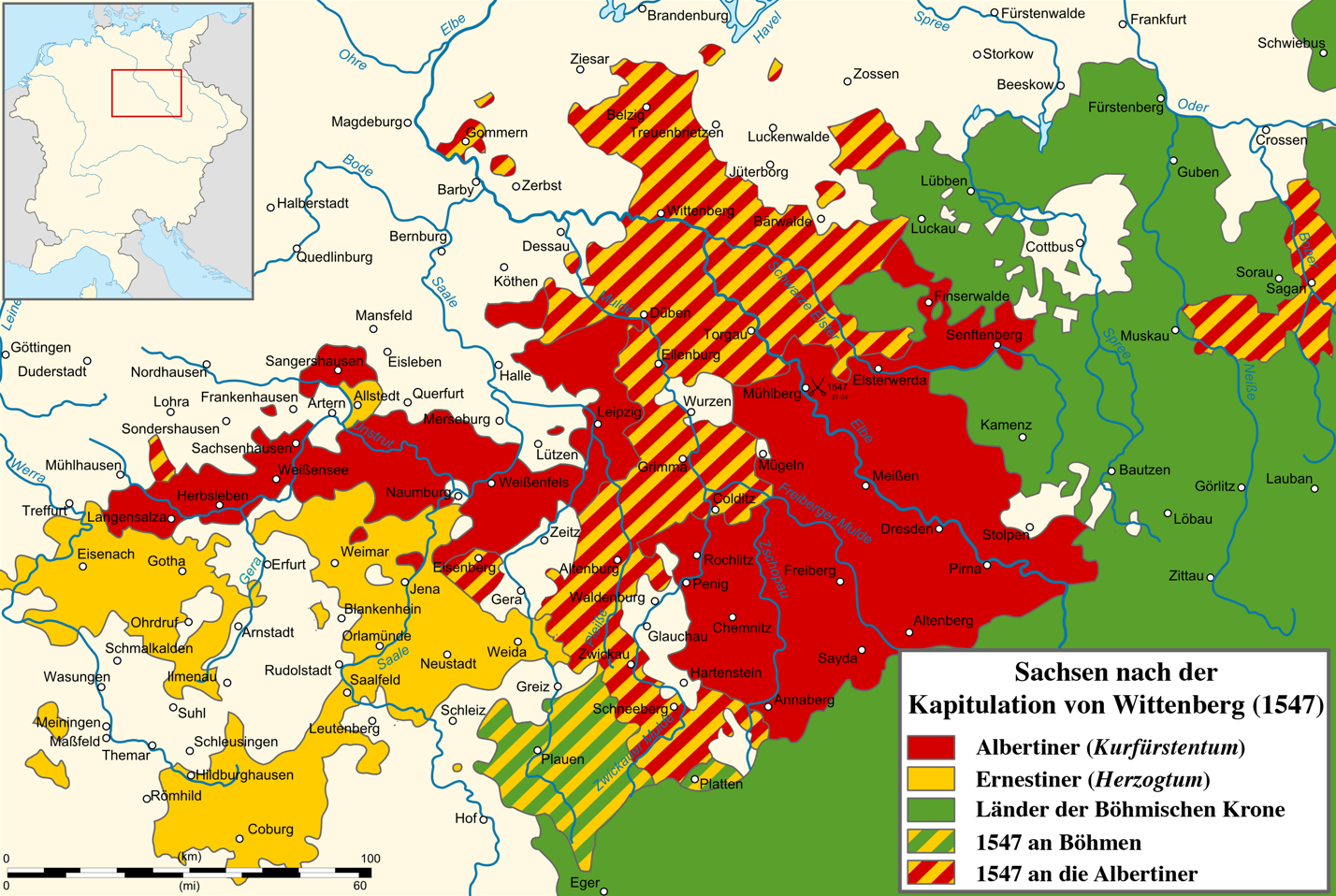
Durch die Gebietsänderungen in Sachsen und Thüringen nach der Wittenberger Kapitulation 1547 wurde das Schönburger Land (weiß, von Waldenburg bis Hartenstein) von einem zwischen Ernestinern und Albertinern gelegenen Grenzpuffer zu einer Insel im albertinischen Kurfürstentum. Nur das Altenburger Land kam 1554 an die Ernestiner zurück.

Lage der Schönburgischen Herrschaften (gelb, im Zentrum) ab 1547 (große Karte) und ab 1815 (kleine)

Unter Ernst I. (1480–1489) und Ernst II. († 1534) wurden sowohl das Städtewesen als auch der Bergbau gefördert; die Bergstädte Hohenstein, Scheibenberg und Oberwiesenthal sind ihre Gründung. Nach dem Tod Ernsts II. 1534 führte die Vormundschaftsregierung ab 1542 die Reformation in den Schönburgischen Herrschaften ein. Da die Grafschaft Hartenstein im Gegensatz zu den anderen Herrschaften kursächsisches Reichsafterlehen war, wurde die Reformation dort bereits 1539/40 eingeführt und somit drei Jahre früher als in den damals böhmischen Reichafterlehensherrschaften Glauchau, Lichtenstein und Waldenburg. Georg II. Herr von Schönburg-Waldenburg (1558–1611) und Wolfgang II. Herr von Schönburg-Penig (1532–1581) unterzeichneten die Konkordienformel von 1577 und das Konkordienbuch von 1580. Der Besitz des in der Reformation aufgehobenen Klosters Geringswalde, wo 1566–1568 eine Schönburgische Landesschule bestand, ging 1590 an Kursachsen über.
Seit dem 17. Jahrhundert kam es zu wachsender Schuldenlast, Erbteilungen und innerfamiliären Spannungen. Mehrfache kursächsische Übergriffe auf die Schönburgischen Herrschaften, u. a. 1617, nach der Ermordung Otto Wilhelms durch seinen Bruder Wolf Ernst (1582–1622) auf Schloss Hinterglauchau, waren die Folge. Unter Georg Ernst (1601–1664) begannen 1652 mit Frondienstverweigerungen Bauernunruhen, die bis 1684 immer wieder aufflammten. Christian Ernst (1655–1718) gründete 1679/80 die Stadt Ernstthal. Am 7. August 1700 wurde das Gesamthaus Schönburg von Kaiser Leopold I. in den Reichsgrafenstand mit der Anrede Hoch- und Wohlgeboren erhoben.
Es gelang den Herren und Grafen von Schönburg, als einem von nur wenigen sächsischen Herrengeschlechtern, bis ins 18. Jahrhundert eine verfassungsrechtliche Sonderstellung gegenüber dem Kurfürstentum Sachsen und damit eine eingeschränkte Souveränität mit eigenen staatlichen Strukturen zu bewahren. In einem Rezess mit dem sächsischen Kurfürsten verzichteten sie am 4. Mai 1740, nach langwierigen Verhandlungen mit dem Minister Heinrich Graf von Brühl, auf die meisten aus der Reichsunmittelbarkeit resultierenden Autonomierechte. In den folgenden Jahrzehnten wurden die Schönburgischen Herrschaften schrittweise in den Kurstaat integriert. Glauchau, Lichtenstein/Sa., Waldenburg, Hartenstein und Stein gingen nach dem Rezess von 1740 als Schönburgische Rezessherrschaften allmählich im sächsischen Staat auf, während Remse, Penig, Rochsburg und Wechselburg schon immer kursächsische Lehen und Ämter waren. 1768 versuchte das Gesamthaus Schönburg, den Rezess rückgängig zu machen. Es entzündete sich ein Konflikt, der im Rahmen des Bayerischen Erbfolgekrieges zu militärischen Aktionen führte („Glauchauer Krieg“); jedoch erlangte Kursachsen im Frieden von Teschen 1779 von Maria Theresia als böhmischer Königin die oberlehensherrlichen Rechte über die Schönburgischen Rezessherrschaften und setzte sich damit endgültig als alleiniger Landesherr durch.
Otto Karl Friedrich Graf von Schönburg wurde von Kaiser Leopold II. am Tag seiner Krönung, am 9. Oktober 1790, in den Fürstenstand erhoben. Seit dem Reichsdeputationshauptschluss 1803 waren die Mitglieder des Geschlechts sogenannte „Standesherren“, also Familien mit ehemals souveräner Herrschergewalt, die ihre souveränen Rechte weitgehend eingebüßt hatten, jedoch den noch regierenden Häusern ebenbürtig blieben. Im Jahr 1818 stellte das Haus Schönburg bei der deutschen Bundesversammlung den Antrag auf Bestimmung seiner beim Deutschen Bund auszuübenden Rechte, insbesondere hinsichtlich der Stimmberechtigung. Die Bundesversammlung gewährte 1828 jedoch nur die persönlichen und Familienrechte der im Jahr 1806 mediatisierten reichsständischen Familien. Das Gesamthaus hatte seit 1831 zwei Sitze in der Ersten Kammer der Ständeversammlung des Königreichs Sachsen. Nach dem Übergang des Königreichs Sachsen zur konstitutionellen Monarchie mit der Verfassung vom 4. September 1831 wurde zwischen der sächsischen Regierung und dem Haus Schönburg ein Erläuterungsrezess abgeschlossen, der den Rezess von 1740 modifizierte und 1836 unter den Schutz des Deutschen Bundes gestellt wurde. Er schrieb zwar ein begrenztes Eigenleben der Schönburgischen Herrschaften fest, beschleunigte aber den Prozess der Eingliederung in den sächsischen Staat. Während der Revolution von 1848 wurde das Waldenburger Schloss geplündert und niedergebrannt.
Das deutsche Gerichtsverfassungsgesetz von 1877 hob Patrimonialgerichte für Deutschland vollständig auf. Die sächsische Regierung übernahm auf der Grundlage eines weiteren Rezesses zum 1. Dezember 1878 die volle Justiz- und Verwaltungshoheit über die Schönburgischen Rezessherrschaften. Danach waren die Fürsten und Grafen von Schönburg nicht mehr Träger staatlicher Hoheitsrechte, bis auf ihren Sonderstatus als Standesherren und Mitglieder der Ersten Kammer. Sie behielten jedoch ihren umfangreichen Grundbesitz mit Schlössern, gewerblichen Unternehmen und Kunstvermögen. Die Linien Hartenstein und Forderglauchau konvertierten im 19. Jahrhundert zum Katholizismus, während die Waldenburger Linie protestantisch blieb. Das Haus Schönburg prägte über viele Jahrhunderte Kultur und Wirtschaft in Teilen Südwestsachsens und Nordböhmens. Artikel 51 der Verfassung des Freistaates Sachsen vom 1. November 1920 lautete: „Die öffentlich-rechtlichen Sonderrechte der Häuser Schönburg und Solms-Wildenfels werden aufgehoben.“ Im Zuge der Bodenreform vom September 1945 wurde die Familie entschädigungslos enteignet und vertrieben. Nach der Deutschen Wiedervereinigung kehrte ein Zweig der Hartensteiner Linie in das Schönburger Land zurück und erwarb die Burg Stein in Hartenstein und das Alte Schloss in Penig.

## Besitzungen

Karte des Landkreises Zwickau mit rot markiertem Gemeindegebiet von Waldenburg, angrenzend die weiteren ehemals in den schönburgischen Herrschaften gelegenen Orte Remse, Oberwiera (Anteile), Schönberg, Meerane, Dennheritz, Crimmitschau, Glauchau, Callenberg, St. Egidien, Hohenstein-Ernstthal, Oberlungwitz, Bernsdorf, Gersdorf, Lichtenstein, Mülsen, Hartenstein, damit in etwa die nordöstliche Hälfte des heutigen Landkreises.

Die einst vom Haus Schönburg regierten Gebiete lagen wie eine Mondsichel in einem langgestreckten Nord-Süd-Halbbogen beiderseits der Zwickauer Mulde aufgereiht. Sie bildeten einen „Korridor“ zwischen den kursächsischen Städten Zwickau und Chemnitz. Es sind, von Nord nach Süd: die Herrschaften Wechselburg und Penig (beide heute im Landkreis Mittelsachsen), sodann im heutigen Landkreis Zwickau (dessen Wappen das Schönburgische mit dem des Pleißenlands kombiniert) die als schönburgische Rezessherrschaften bekannten Gebiete: Schönburg-Waldenburg, Schönburg-Glauchau, Schönburg-Lichtenstein, östlich davon die von der Familie gegründeten Bergorte Hohenstein-Ernstthal, sodann die Herrschaft Stein und die Grafschaft Hartenstein, deren südlichster Teil (das Amt Crottendorf im heutigen Erzgebirgskreis, mit den ebenfalls von den Schönburgern angelegten Silberbergwerken von Oberwiesenthal und Scheibenberg) 1559 an Kursachsen verkauft wurde.
Das Haus Schönburg kam um 1170 in den Besitz der Gegend um Glauchau. Von dort aus bildeten sie die reichsunmittelbaren Herrschaften Glauchau (seit 1256) und Lichtenstein (seit 1286) und erlangten infolge einer Erbeinigung mit den Waldenburgern 1378 die an einer Furt über die Zwickauer Mulde gelegene Waldenburg samt Städtchen und Umland. Durch die Verlehnung dieser Gebiete an den böhmischen König, welche formell bis 1779 fortbestand, war eine staatliche Souveränität gegenüber dem Kurfürstentum Sachsen gewährleistet. Im Jahre 1406 kam die ebenfalls reichsunmittelbare Grafschaft Hartenstein (jedoch ohne die Herrschaft Wildenfels) durch Verpfändung vom meißnischen Burggrafen Heinrich I. von Hartenstein an das Haus Schönburg, allerdings bereits ab 1439 als kursächsisches Afterlehen. Im Jahr 1524 wurde das „Gesamthaus“ Schönburg mit dem Regierungssitz Glauchau eingerichtet, um bei künftigen Teilungen den Zerfall der Schönburgischen Herrschaften zu verhindern und eine einheitliche Vertretung nach außen zu gewährleisten. Nach der Säkularisation ging auch der Besitz des 1143 gegründeten, reichsunmittelbaren Klosters Remse, zwischen Waldenburg und Glauchau gelegen, durch Kauf im Jahre 1543 in den Besitz der Herren von Schönburg über.
1681 wurde die Herrschaft Glauchau in die Teilherrschaften Forderglauchau und Hinterglauchau geteilt. Von 1683 bis 1763 war Forderglauchau wiederum in einen Penigschen und einen Wechselburger Anteil aufgeteilt. Mit dem Tod Otto Ludwigs von Schönburg im Jahr 1701 beziehungsweise dem Erbvertrag seiner vier erbberechtigten Söhne wurde 1702 die Herrschaft Stein aus einem Teil der Grafschaft Hartenstein gebildet.
Ihre markanten Bauwerke in diesen Gebieten sind Schloss Forder- und Hinterglauchau, Schloss Hartenstein, Schloss Waldenburg, die Burg Stein in Hartenstein und Schloss Lichtenstein sowie die 1549 wieder aufgebaute Rochsburg.

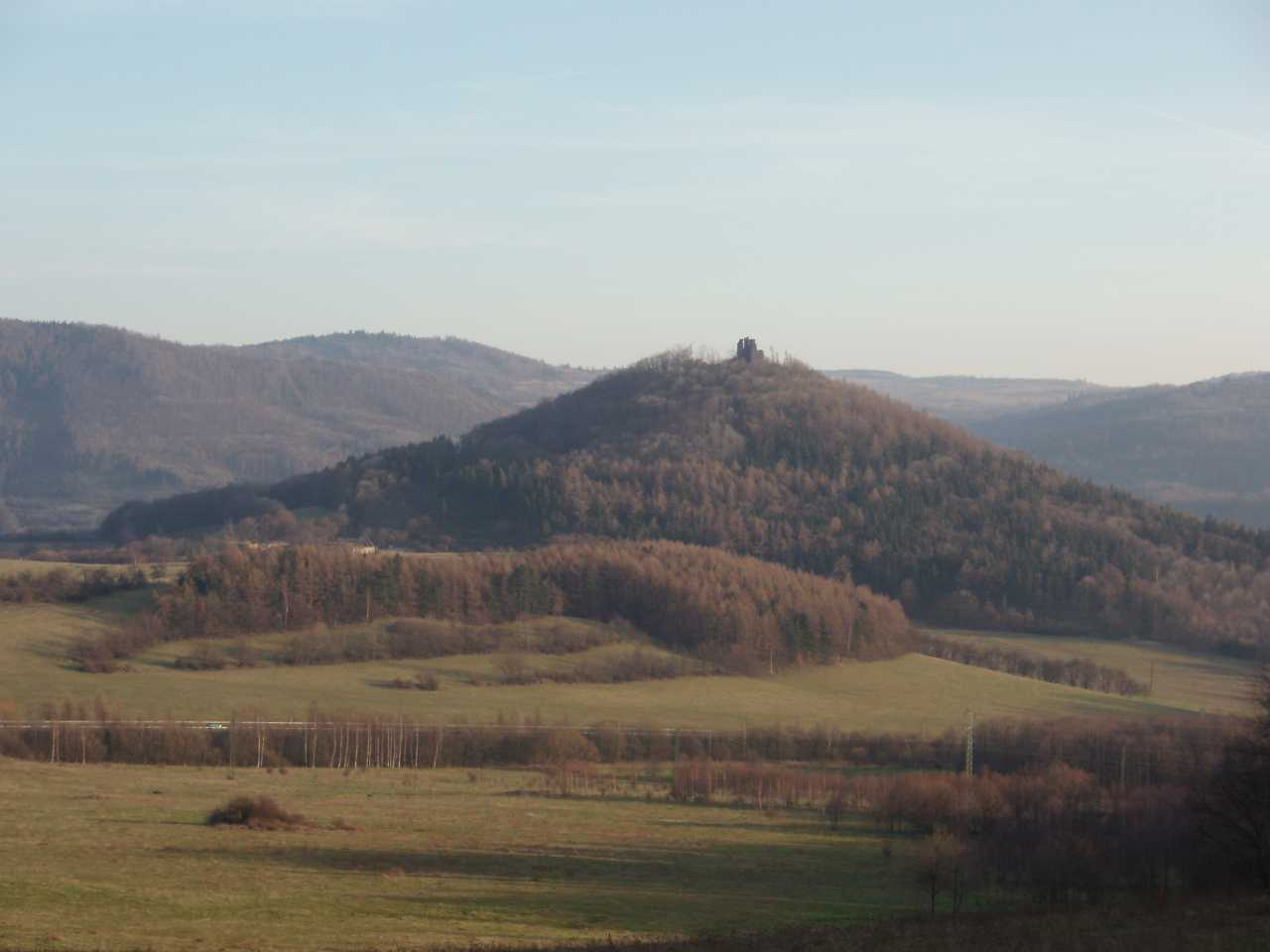
Ruine Neuschönburg, Egertal

In Böhmen besaß das Adelsgeschlecht Schönburg zeitweise u. a. die Besitzungen Šumburk (Neuschönburg, Anfang 15. Jahrhundert), Eidlitz, Hagensdorf, Hassenstein, Měděnec, Kaaden, Pürstein, Schatzlar und Trautenau (Ende 15./Anfang 16. Jahrhundert). Von 1437 bis 1567 war auch die Standesherrschaft Hoyerswerda im Besitz der Schönburger.
Als Gründer von Bernstadt a. d. Eigen werden die Schönburger vermutet. Bernstadt war Hauptort des Eigenschen Kreises in der Oberlausitz, der 1403 erstmals als „von dem Eygen“ erwähnt wurde. Hier gab es vorrangig Eigengüter, die also frei von Lehnsverpflichtungen waren. Um 1200 war der Eigensche Kreis durch Schenkung des Kaisers an das Bistum Meißen gekommen. Die Bischöfe verkauften den Eigenschen Kreis um 1240 an das Haus Schönburg. Die Schönburger gaben diesen Besitz an die mit ihnen verschwägerten Herren von Kamenz weiter. Durch Stiftungen und Verkauf gelangte dieser Besitz der Schönburger und Kamenzer Herren an das 1248 durch Bernhard III. von Kamenz, Bischof von Meißen, gegründete Zisterzienserinnenkloster St. Marienstern bei Kamenz.

## Genealogie

### Linien
Das Gesamthaus teilte sich im 16. Jahrhundert in eine Obere (seit 1700 gräfliche und seit 1790 fürstliche) sowie eine Untere (seit 1700 gräfliche) Linie. Bis heute existiert die fürstliche Linie in den Ästen Schönburg-Waldenburg und Schönburg-Hartenstein und die gräfliche als Linie Schönburg-Glauchau.
Die beiden einzigen Söhne Wanke und Georg waren nicht berechtigt, Namen oder Titel „von Schönburg“ zu erben, da diese unehelich waren. Sie wurden jedoch zum Oberlausitzer Adelsgeschlecht mit dem Zusatz „von der Cosel“, benannt nach dem Rittergut Cosel, das ihnen durch ihren späteren Ziehvater, Karl von Schönburg, Herr auf Burg Pürstein und Burg Trautenau, vermacht wurde, da ihr Vater Wenzel von Schönburg auf Hoyerswerda früh verstarb († 1523).

#### Fürstliche Linie
Stammvater der Oberen Linie ist Hugo I., Herr von Schönburg zu Glauchau und Waldenburg (1529–1585). 1700 erfolgte die Erhebung des Gesamthauses in den Reichsgrafenstand. Graf Otto Karl Friedrich (1758–1800) wurde am 9. Oktober 1790 in den Reichsfürstenstand erhoben, das Linienoberhaupt führte den Titel Fürst, die Nachgeborenen die Titel Prinz bzw. Prinzessin mit der Anrede Durchlaucht. 1813 erfolgte eine Besitzteilung zwischen zwei Söhnen:

##### 1. Ast: Schönburg-Waldenburg
Fürst Otto Viktor (1785–1859) begründete den Ast Schönburg-Waldenburg mit Hauptsitzen auf Schloss Waldenburg und Schloss Lichtenstein sowie Anteilen an Hartenstein und Stein. Zum Besitz des Waldenburger Asts gehörten seit dem 19. Jahrhundert auch einige Gutsherrschaften in anderen mitteldeutschen Gebieten: seit 1839 Schloss Droyßig (im Burgenlandkreis), ferner Schloss Guteborn (schlesische Oberlausitz), Schloss Gauernitz (Landkreis Meißen), ab 1852 Schloss Belgershain (Landkreis Leipzig), ab 1856 Schloss Hermsdorf (Landkreis Bautzen) und ab Ende des 19. Jahrhunderts Schloss Pomßen (Landkreis Leipzig). Ferner das oberfränkische Schloss Schwarzenbach (an der Saale) und das benachbarte Rittergut Förbau mit einem Barockschloss. Die Fürsten von Schönburg-Waldenburg galten nach dem Haus Wettin als die größten sächsischen Grundeigentümer mit 8.640 ha Land- und Forstwirtschaft. In der Residenzstadt Dresden besaßen sie im 19. Jahrhundert das Palais Vitzthum-Schönburg.
Der Waldenburger Hauptzweig auf Waldenburg, Lichtenstein, Belgershain und Pomßen erlosch mit Fürst Günther 1960. Otto Victors zweiter Sohn Hugo (1822–1897) begründete den Nebenzweig Droyßig, der mit seinem Enkel Hugo (1910–1942) im Mannesstamm erlosch. Sein dritter Sohn Georg (1828–1900) war auf Hermsdorf ansässig, dessen Söhne Hermann (1865–1943) auf Hermsdorf, Grünberg und Schneeberg sowie Ulrich Georg (1869–1939) auf Guteborn (schlesische Oberlausitz); letzterer Zweig existiert noch, heutiges Linienoberhaupt ist Ulrich Fürst von Schönburg-Waldenburg (* 1940). Otto Victors jüngster Sohn Karl Ernst (1836–1915) stiftete den Zweig Gauernitz (bei Meißen), mit Nebensitz auf Schloss Schwarzenbach (an der Saale); von diesem Zweig leben auf Tahiti noch (uneheliche) Nachfahren.

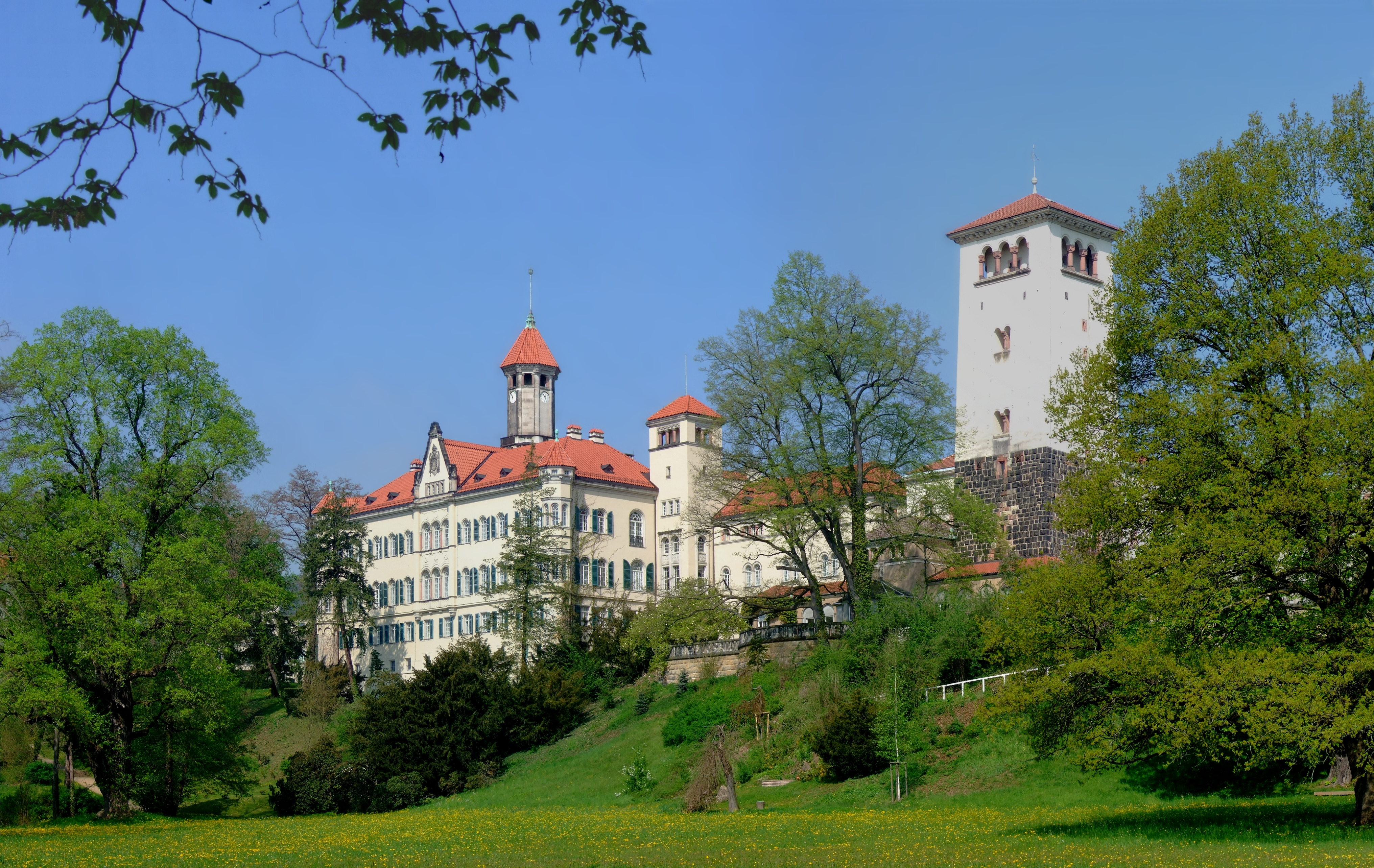
Schloss Waldenburg
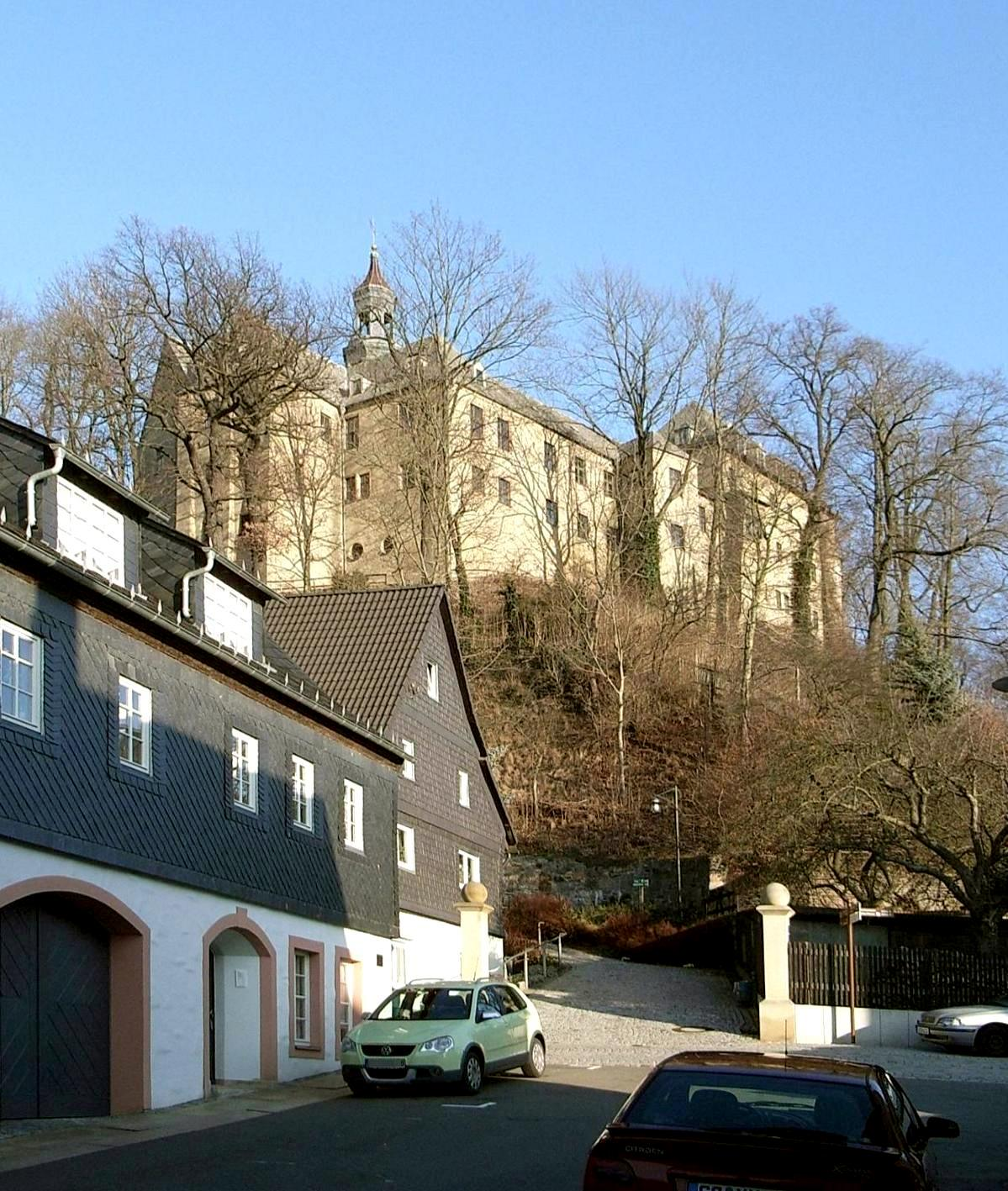
Schloss Lichtenstein
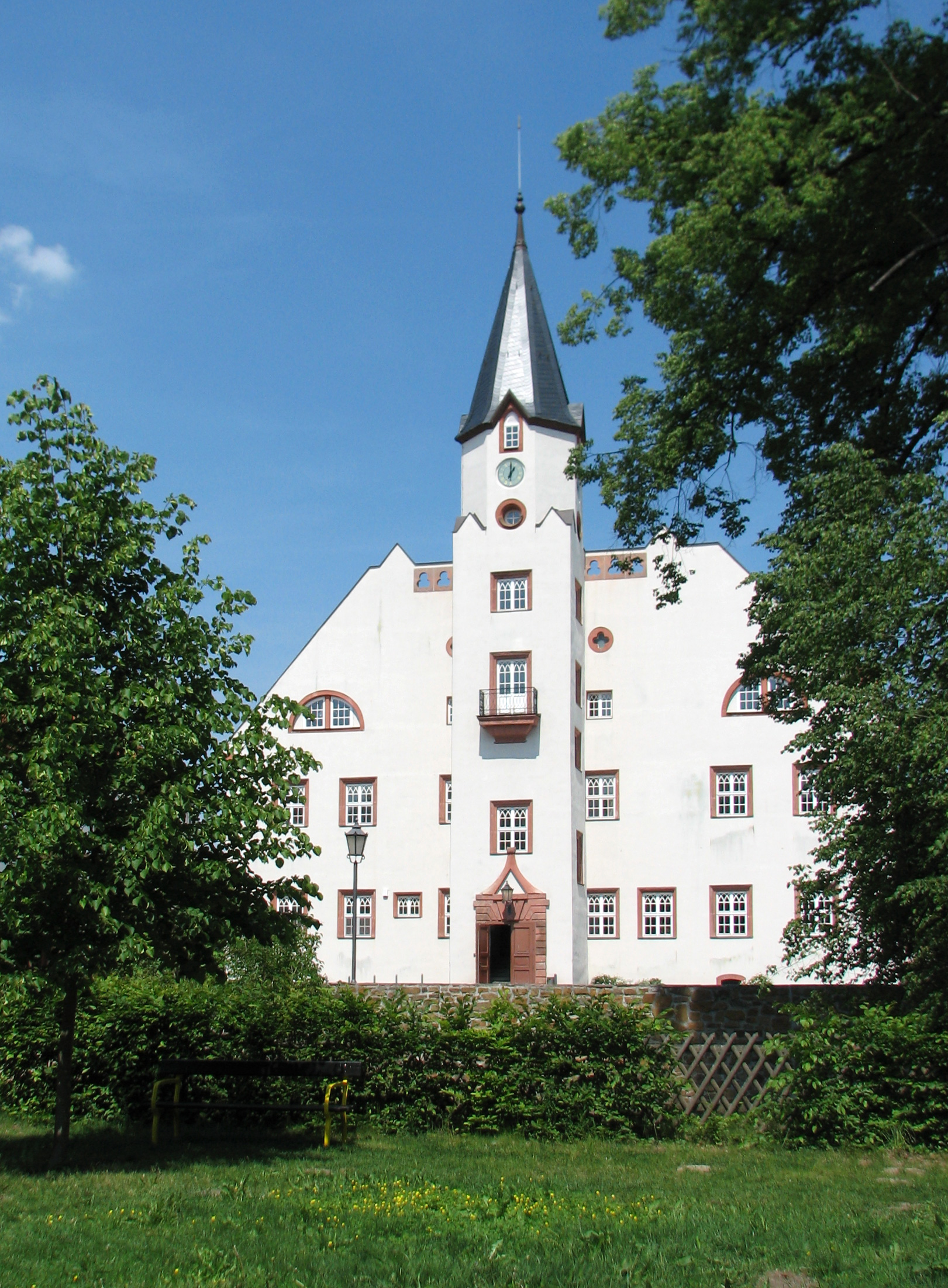
Schloss Belgershain
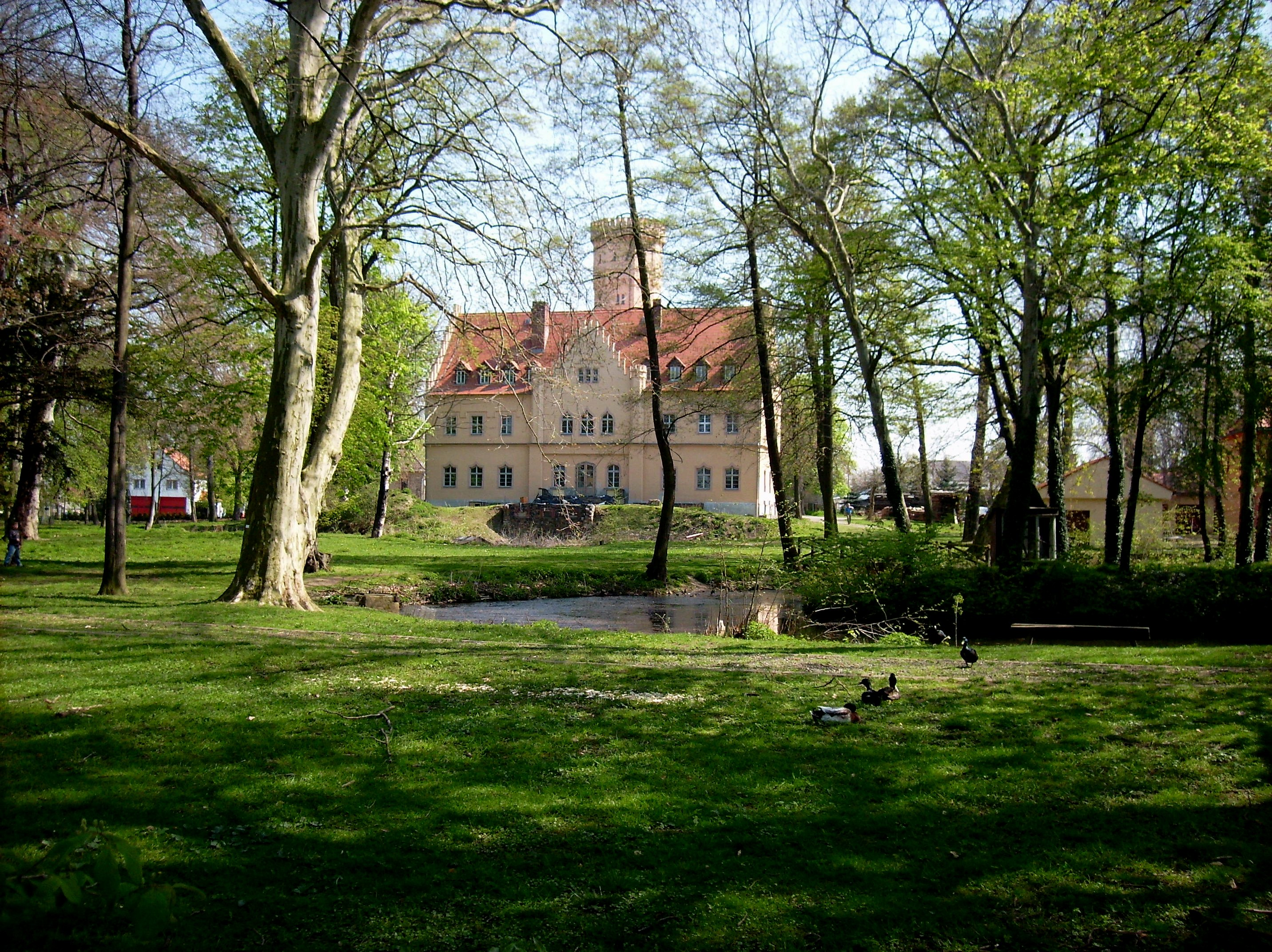
Schloss Pomßen
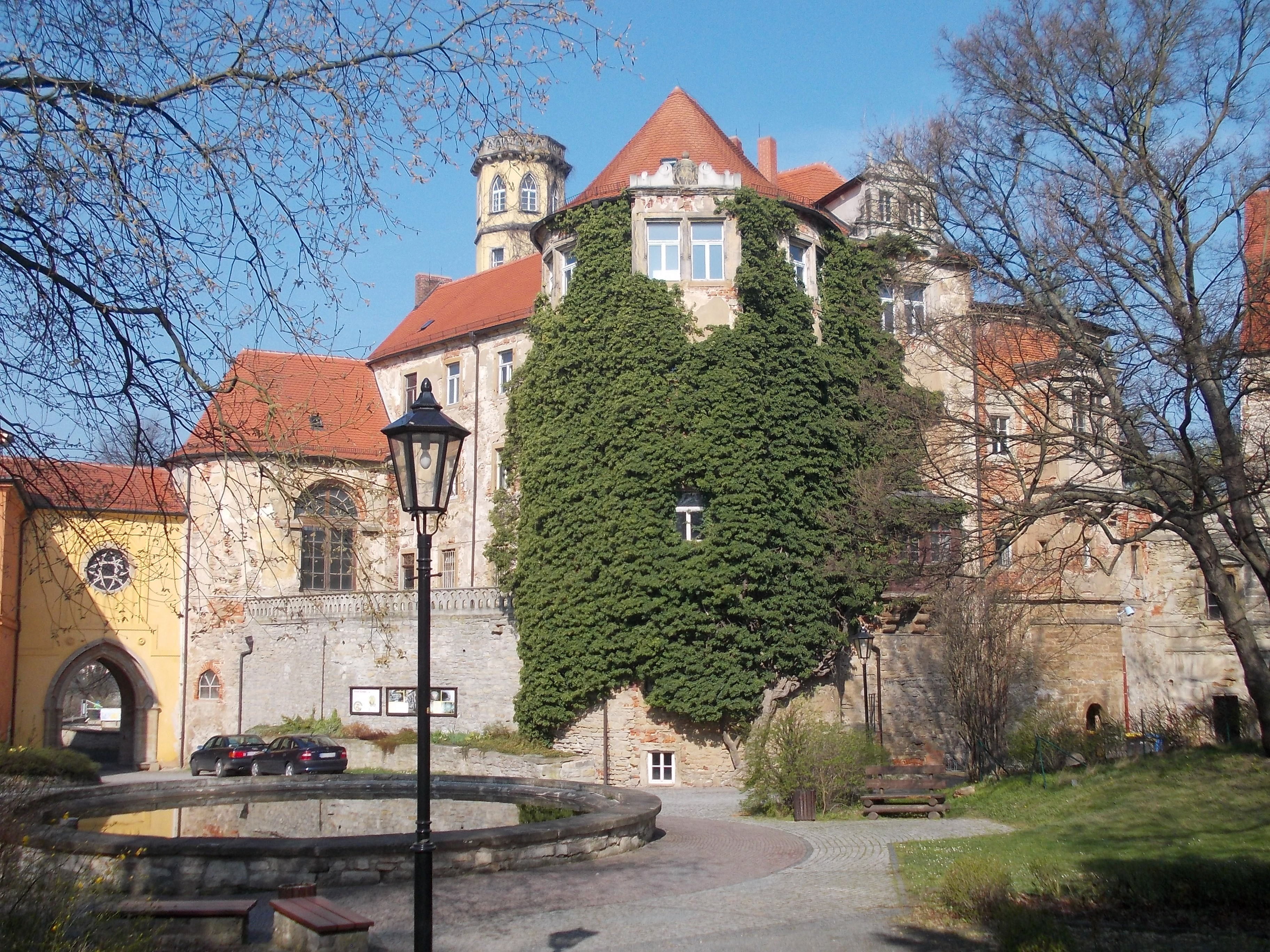
Schloss Droyßig
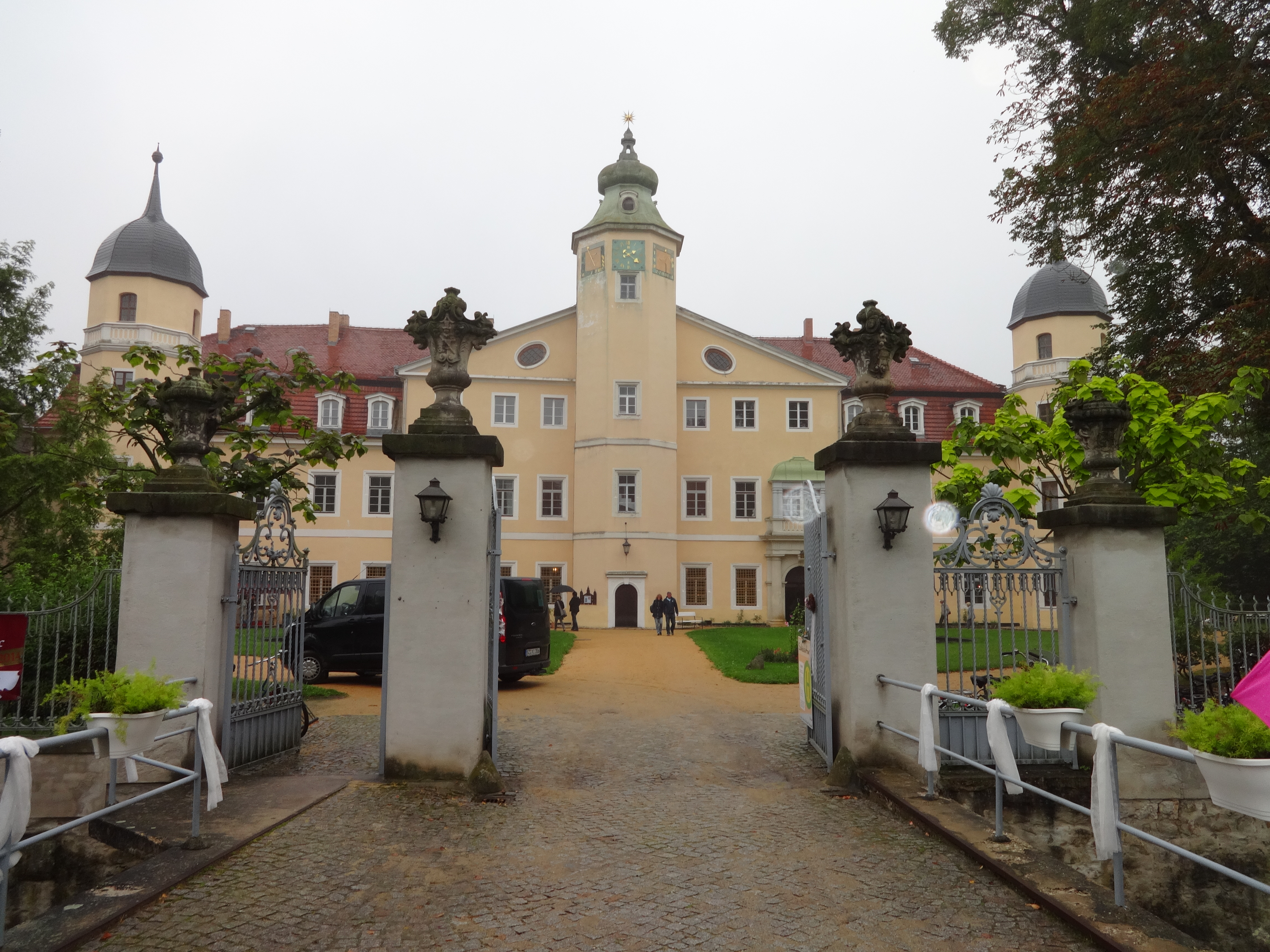
Schloss Hermsdorf
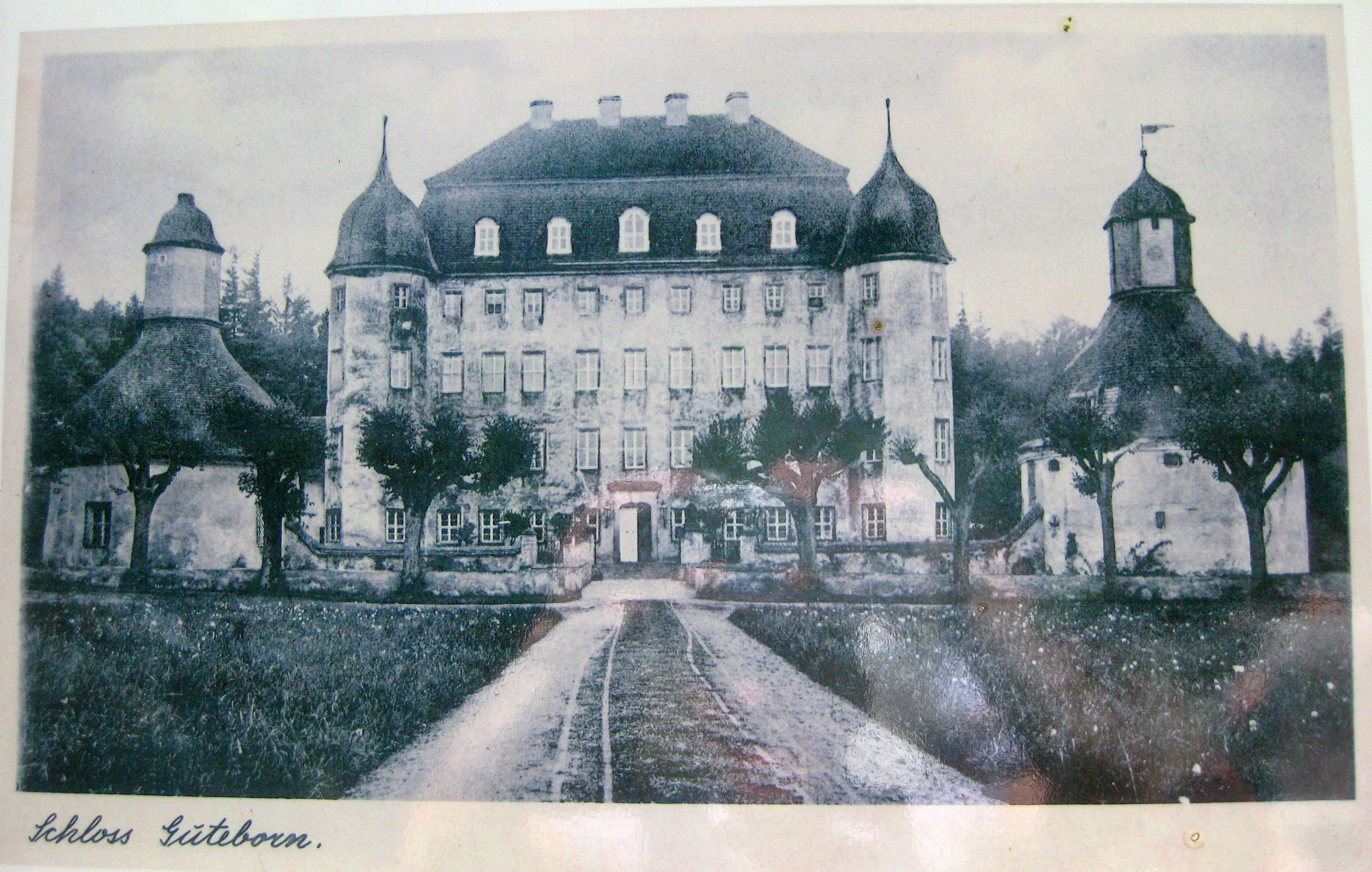
Schloss Guteborn, abgerissen 1948
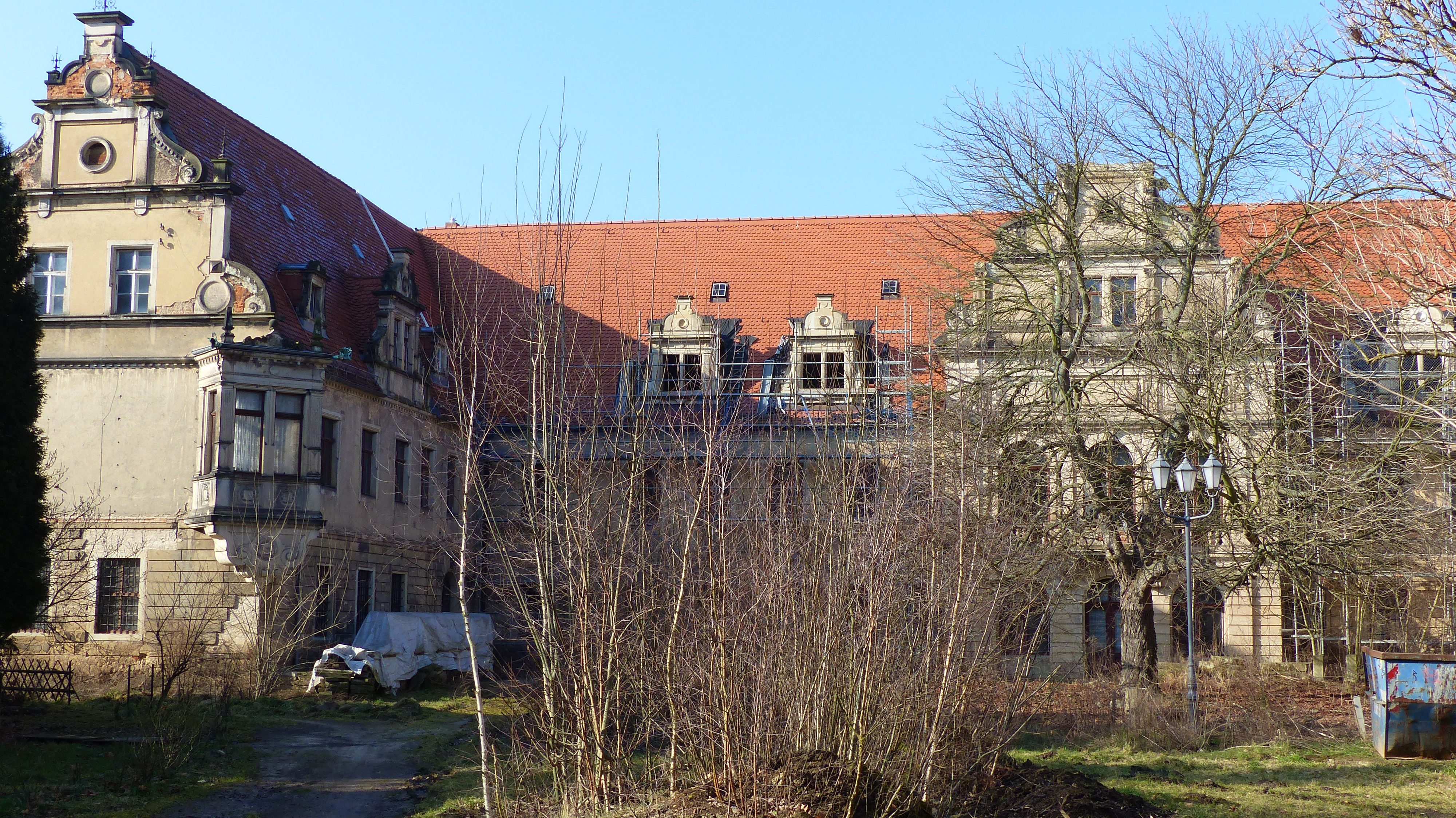
Schloss Gauernitz
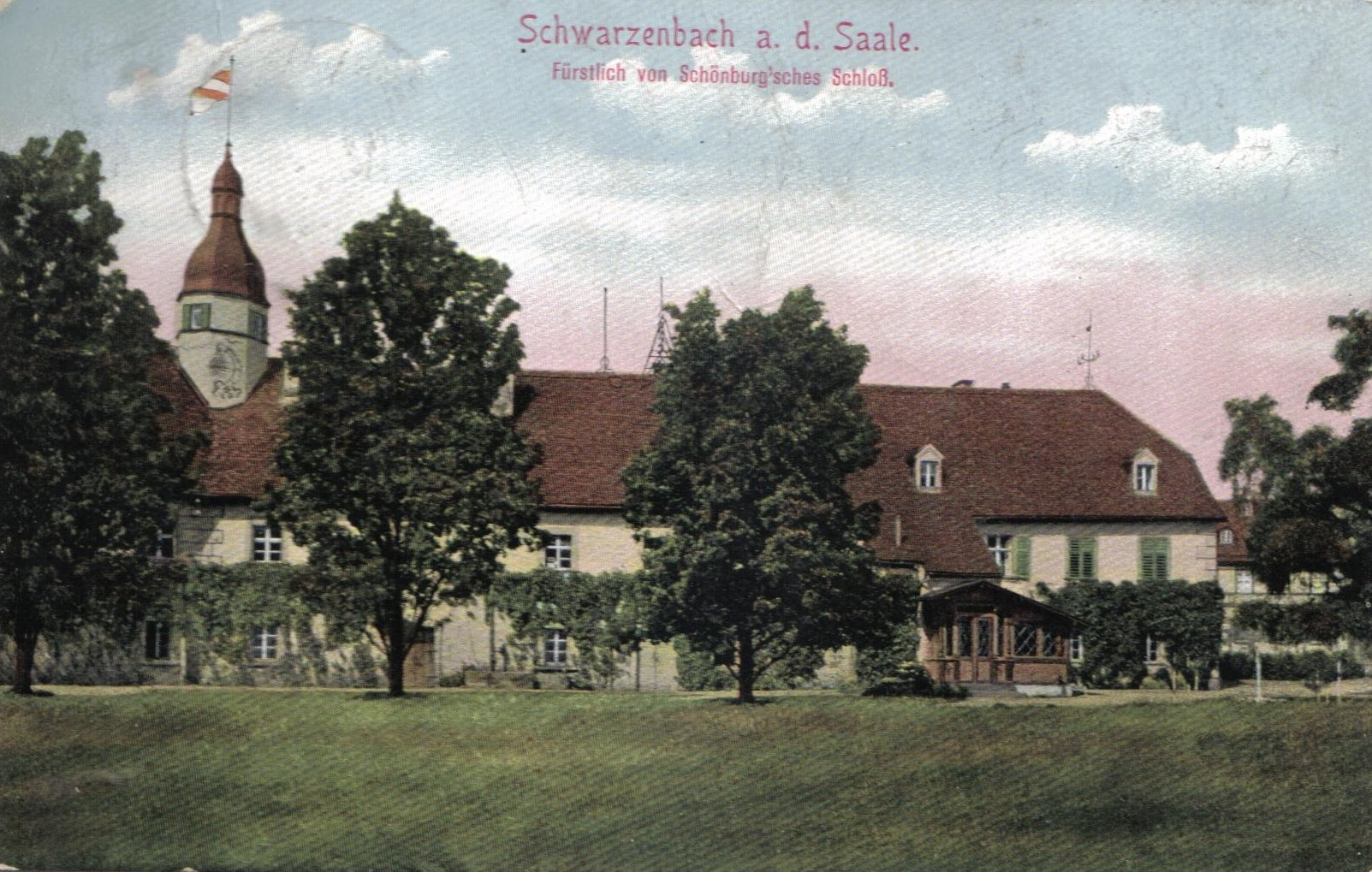
Schloss Schwarzenbach (an der Saale), um 1900
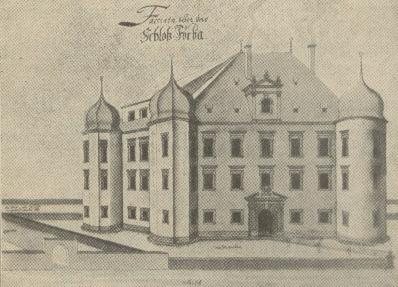
Barockschloss Förbau, abgerissen vor 1977
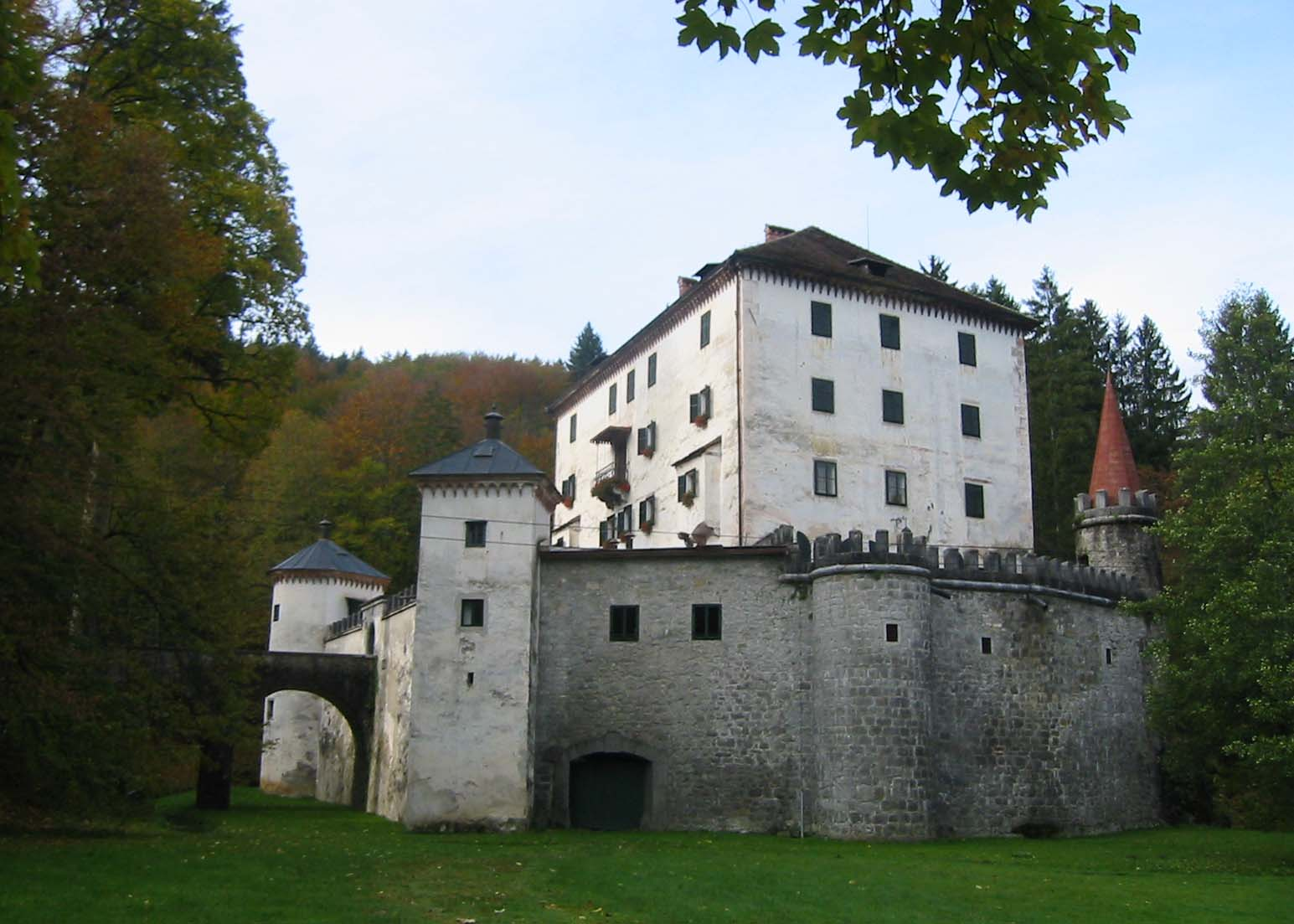
Schloss Schneeberg (Slowenien)

##### 2. Ast: Schönburg-Hartenstein

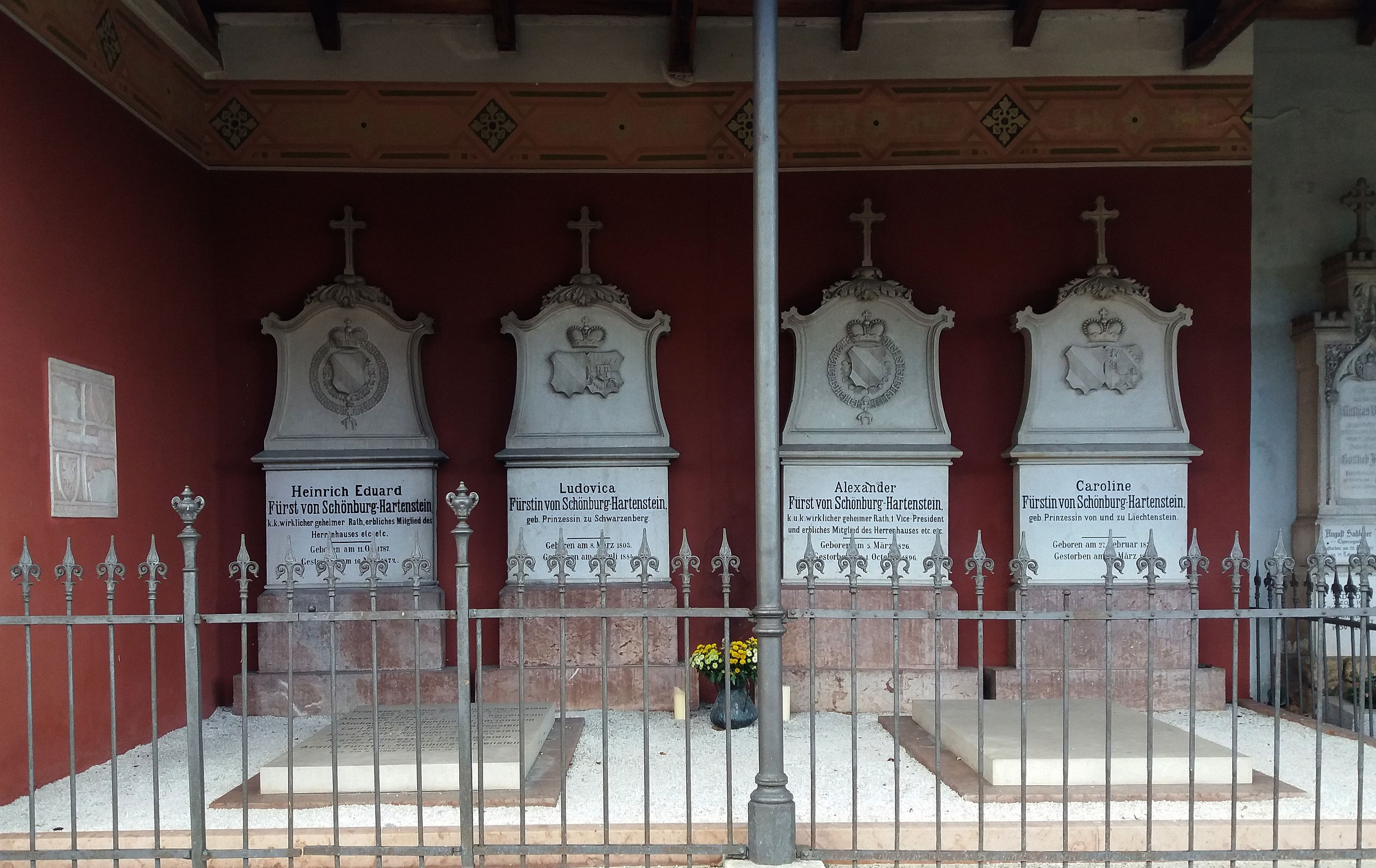
Friedhof Bad Ischl: Gräber der Familie Schönburg-Hartenstein, wo u. a. die Fürsten Heinrich Eduard (1787–1872), Alexander (1826–1896) und Alexander (1888–1956) bestattet sind.

Friedrich Alfred (1786–1840), jüngerer Bruder Fürst Otto Viktors von Schönburg-Waldenburg, wurde zum Fürsten von Schönburg-Hartenstein erhoben; er war Besitzer der niederen Grafschaft Hartenstein mit Herrschaft Stein und dem Rittergut Zschocken, dazu kaufte er noch Burg Neuhartenstein in Böhmen, sowie Idolsberg (mit dem dortigen Schloss?), Hohenwang mit seiner Burgruine und Krottenhof (welches?) in Österreich. Nachdem er kinderlos gestorben war, erbte sein in Österreich lebender jüngerer Bruder Heinrich Eduard (1787–1872) den Titel und die Besitzanteile an Hartenstein und Stein. Er begründete den Ast Schönburg-Hartenstein, katholisch seit 1822. 1835 erwarb er in Südböhmen das Schloss Červená Lhota (Roth-Lhotta), das bis 1945 im Familienbesitz blieb. Heinrich Eduard erbte über seine Frau die vormals gräflich Clary’schen Güter Dobritschan und Tuchorschitz im Saazer Kreis. Sein Sohn, Fürst Alexander (1826–1896), und dessen Sohn Alois (1858–1944) waren bedeutende österreichische Staatsmänner und Feldherren und ab 1838 für kurze Zeit auch in der Herrschaft und Burgruine Hohenwang (Steiermark), ferner am Achensee sowie ab 1843 im mährischen Gundrum ansässig. Wiener Wohnsitz war seit 1841 das Palais Schönburg. Um 1870–1880 gehörte ihnen auch kurzzeitig das Schloss Enzesfeld in Enzesfeld-Lindabrunn in Niederösterreich. Auf Alois (1858–1944) folgte dessen Sohn Alexander (1888–1956) als Chef der Linie Schönburg-Hartenstein.
Heutiges Oberhaupt ist Johannes Fürst von Schönburg-Hartenstein (* 1951), sein ältester Sohn ist Aloys (* 1982). Der jüngere Bruder, Alfred Prinz von Schönburg-Hartenstein (* 1953), ist seit 2008 Präsident der Vereinigung der Deutschen Adelsverbände und seit 1996 durch Rückkauf Eigentümer der Burg Stein in Hartenstein; 2014 erwarb er auch das Alte Schloss in Penig.

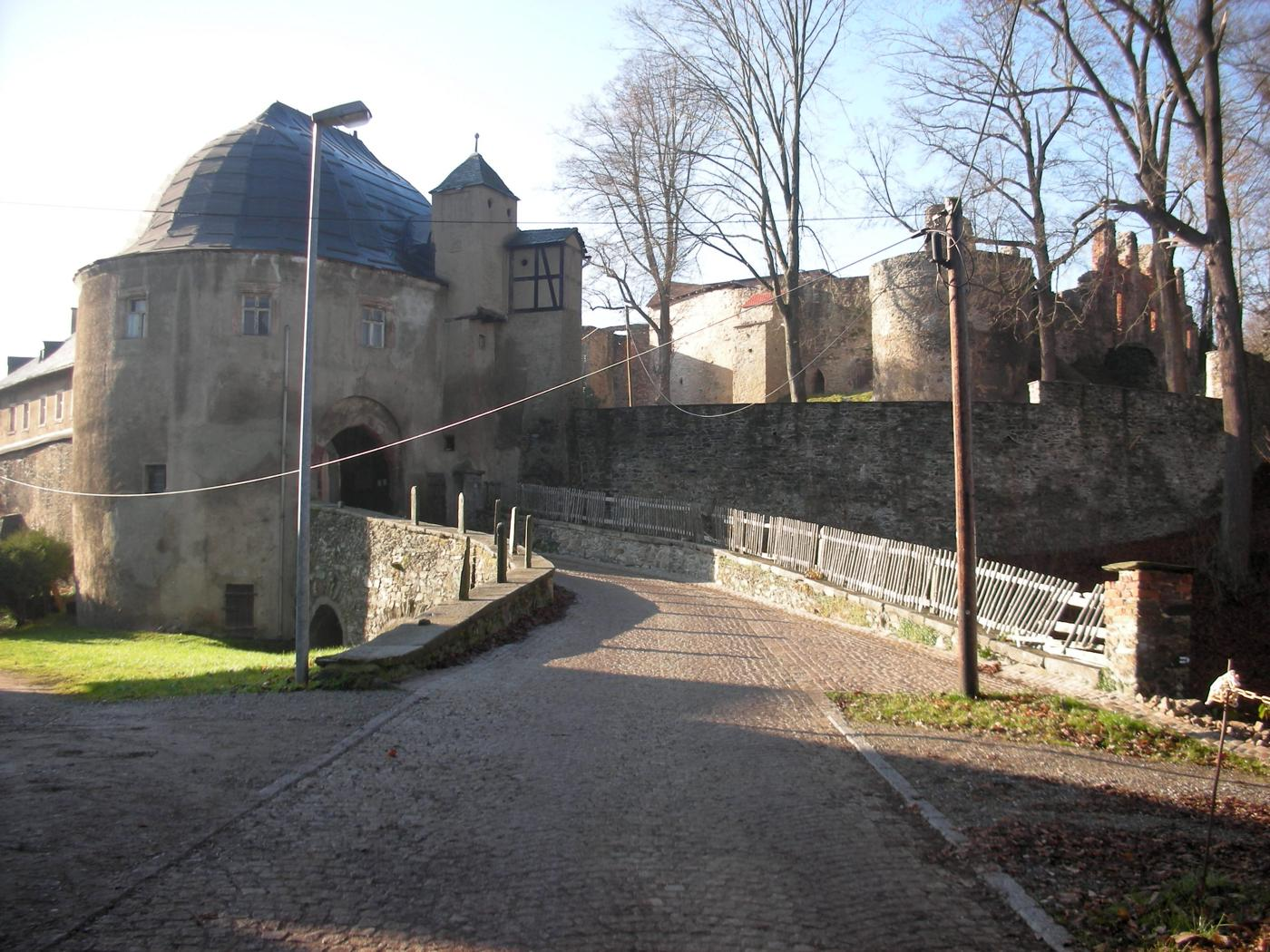
Erhaltene Vorburg von Schloss Hartenstein, Sachsen
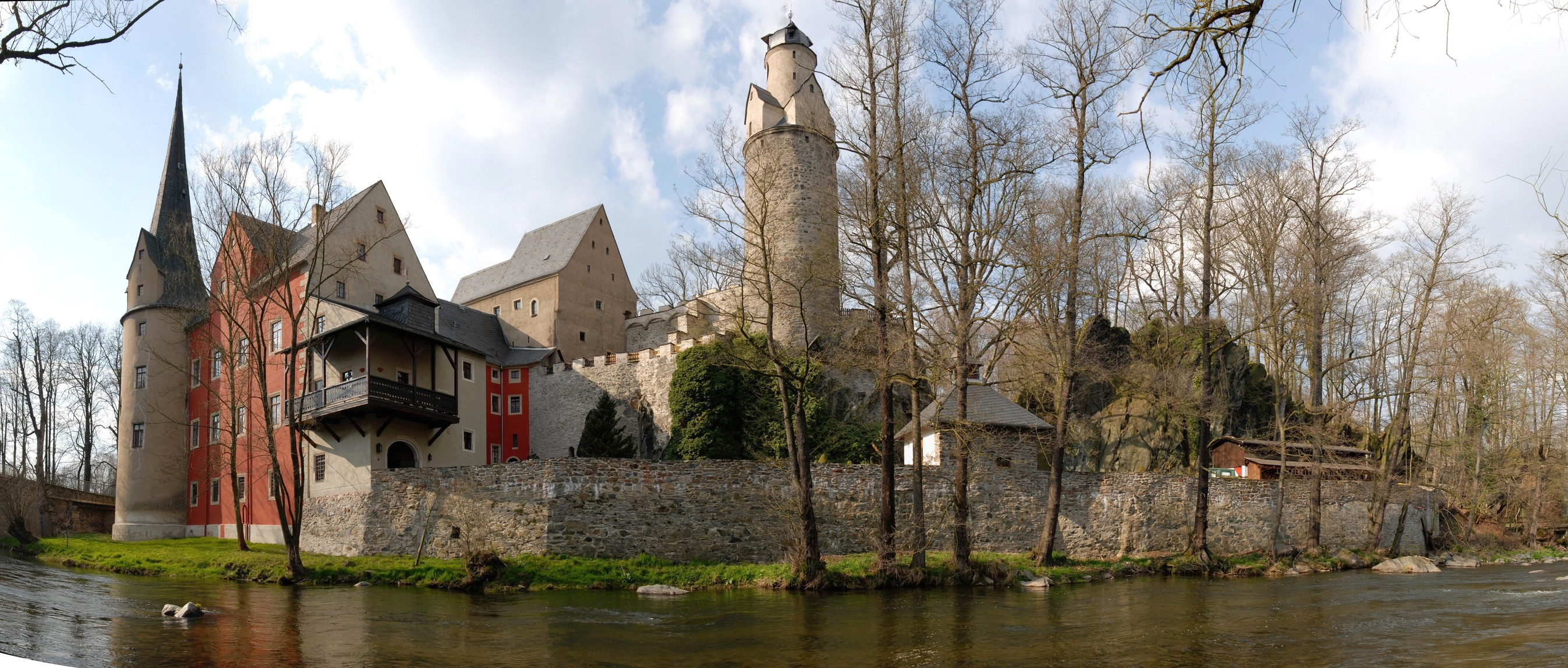
Burg Stein in Hartenstein, Sachsen
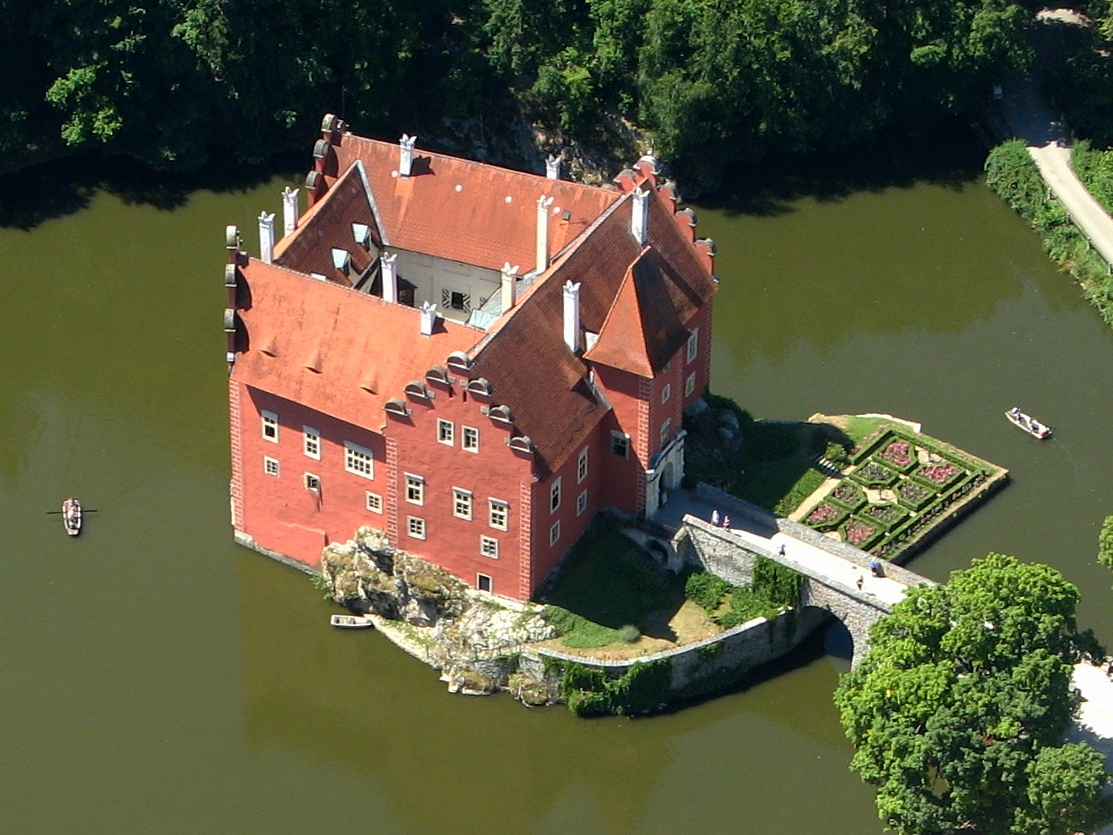
Schloss Rothlhotta, Südböhmen
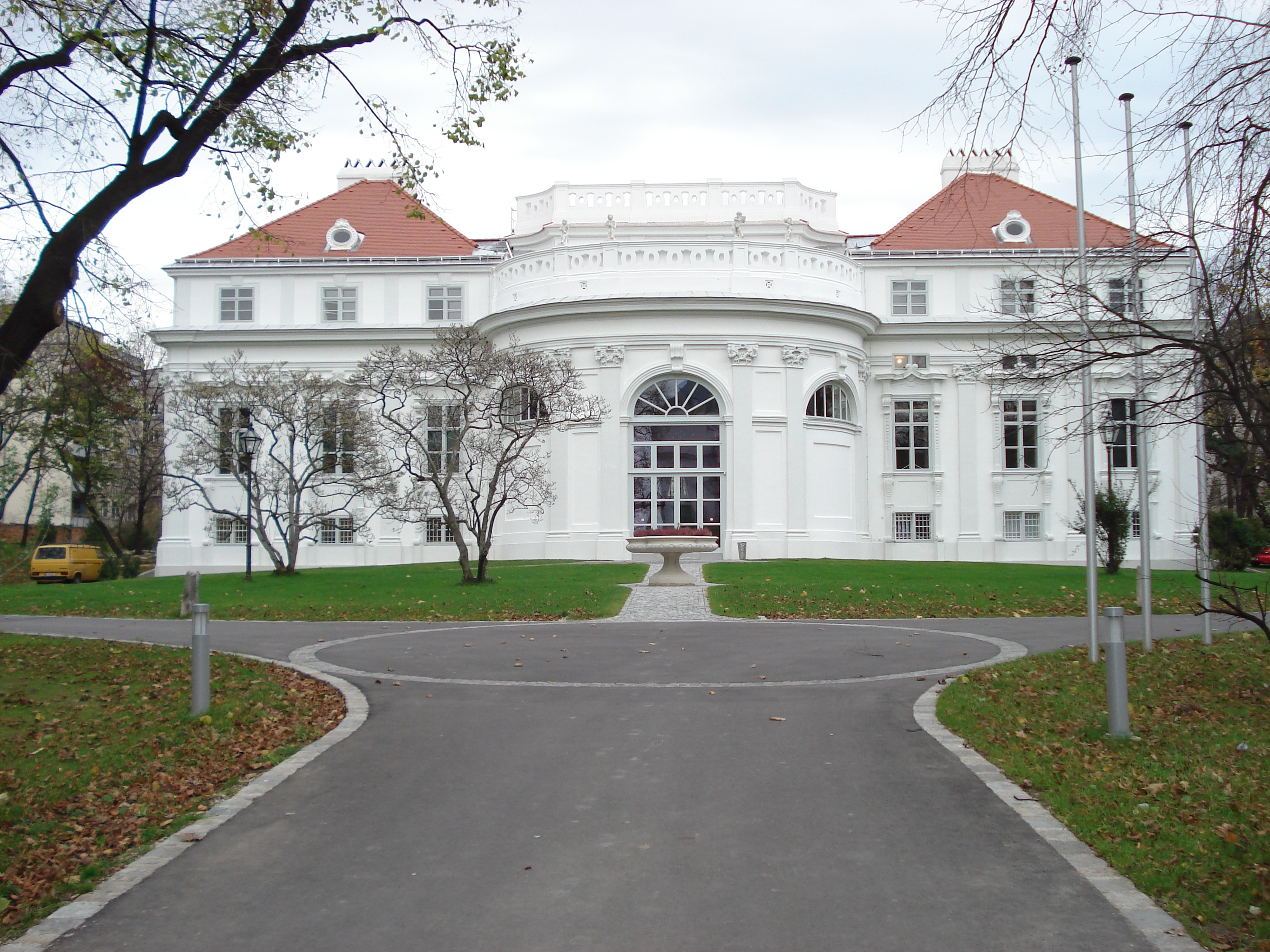
Palais Schönburg, Wien

#### Gräfliche Linie Schönburg-Glauchau
Die Untere Linie wurde von Wolf II., Herr von Schönburg zu Glauchau und Waldenburg (1532–1581) begründet, der seit 1566 Herr zu Penig, Wechselburg und Rochsburg war. Die Söhne Wolfs III. (1556–1612) begründeten die Zweige Penig-Rochsburg und Wechselburg. Als die älteste Linie des Gesamtgeschlechts, die Glauchauer, 1610 ausstarb, fiel die Herrschaft Glauchau an die Untere Linie, wobei der Penig-Rochsburger Zweig Forderglauchau übernahm, der sich im 18. Jahrhundert wieder in Penig-Forderglauchau und Rochsburg teilte (im Jahr 1900 wieder vereinigt), während der Wechselburger Zweig Hinterglauchau besaß, ferner als Sommersitz ab 1805 Schloss Gusow (Mark) und ab 1858 auch Schloss Netzschkau im Vogtland. Allen Mitgliedern der gräflichen Linie wurde 1878 von König Albert von Sachsen die Anrede „Erlaucht“ zuerkannt.
Mit dem Tod des kinderlosen Grafen Richard Clemens von Schönburg-Hinterglauchau (1829–1900) wurde der Gesamtbesitz der gräflichen Linie wieder vereinigt, und zwar in der Hand des Forderglauchauer Zweigs, der seit 1869 katholisch war. Unter Joachim von Schönburg-Glauchau (1873–1943) und seinem Sohn Carl Graf von Schönburg-Glauchau (1899–1945) wurde das Glauchauer Doppelschloss der Stadt weitgehend zur Nutzung als Museum überlassen, die Peniger Schlösser wurden bis zum Verkauf 1889 als Gerichts-, Amts- und Verwaltungssitze genutzt und die Rochsburg als Museum und Jugendherberge. Wohnsitz war Schloss Wechselburg. Joachim Graf von Schönburg-Glauchau (1929–1998) wurde mit seiner Mutter und den Geschwistern 1945 vertrieben und entschädigungslos enteignet. Sein jüngerer Sohn, der Journalist und Schriftsteller Alexander Graf von Schönburg-Glauchau (* 1969) ist heutiger Linienchef der Glauchauer Schönburgs.

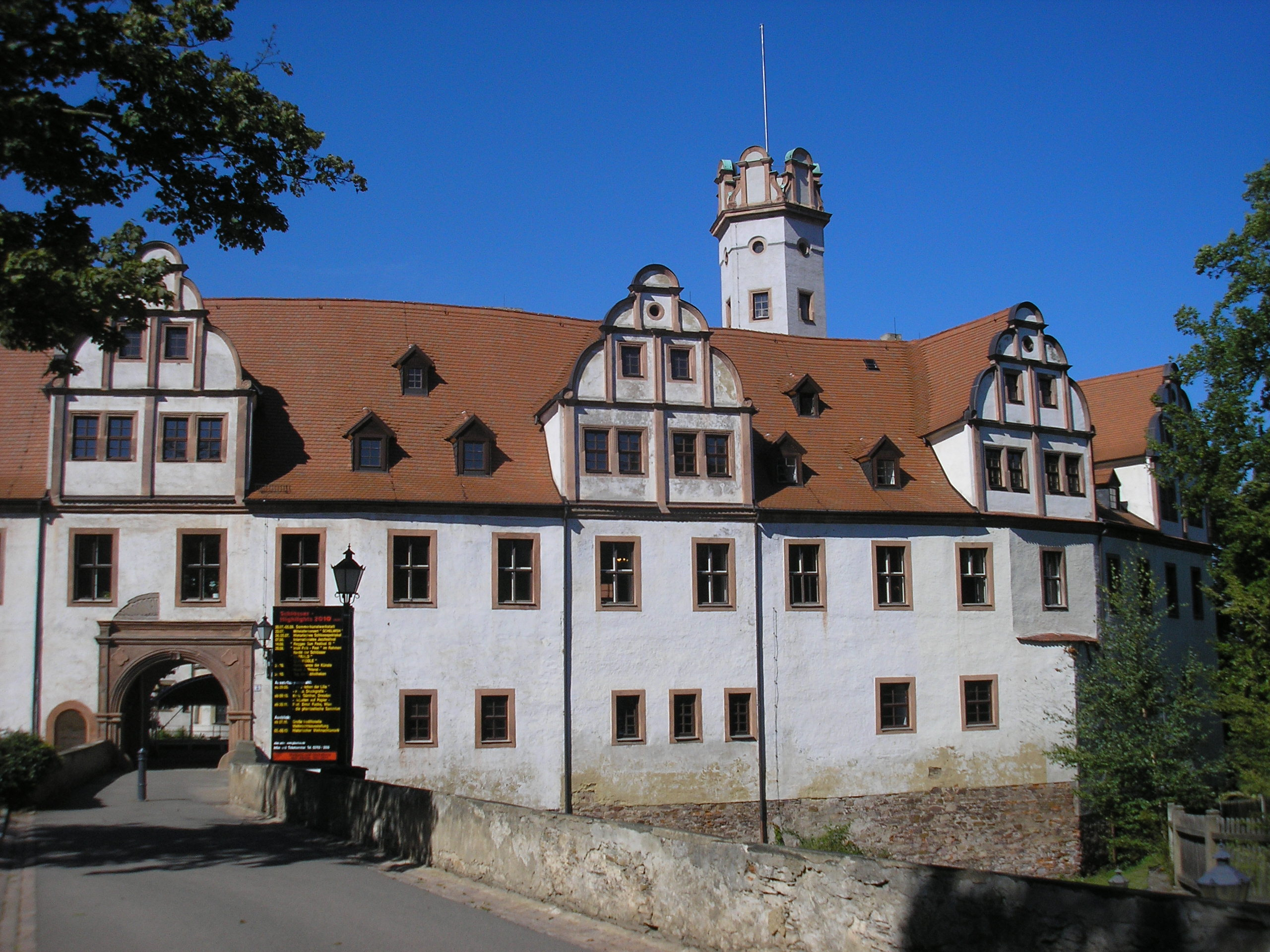
Schloss Forderglauchau
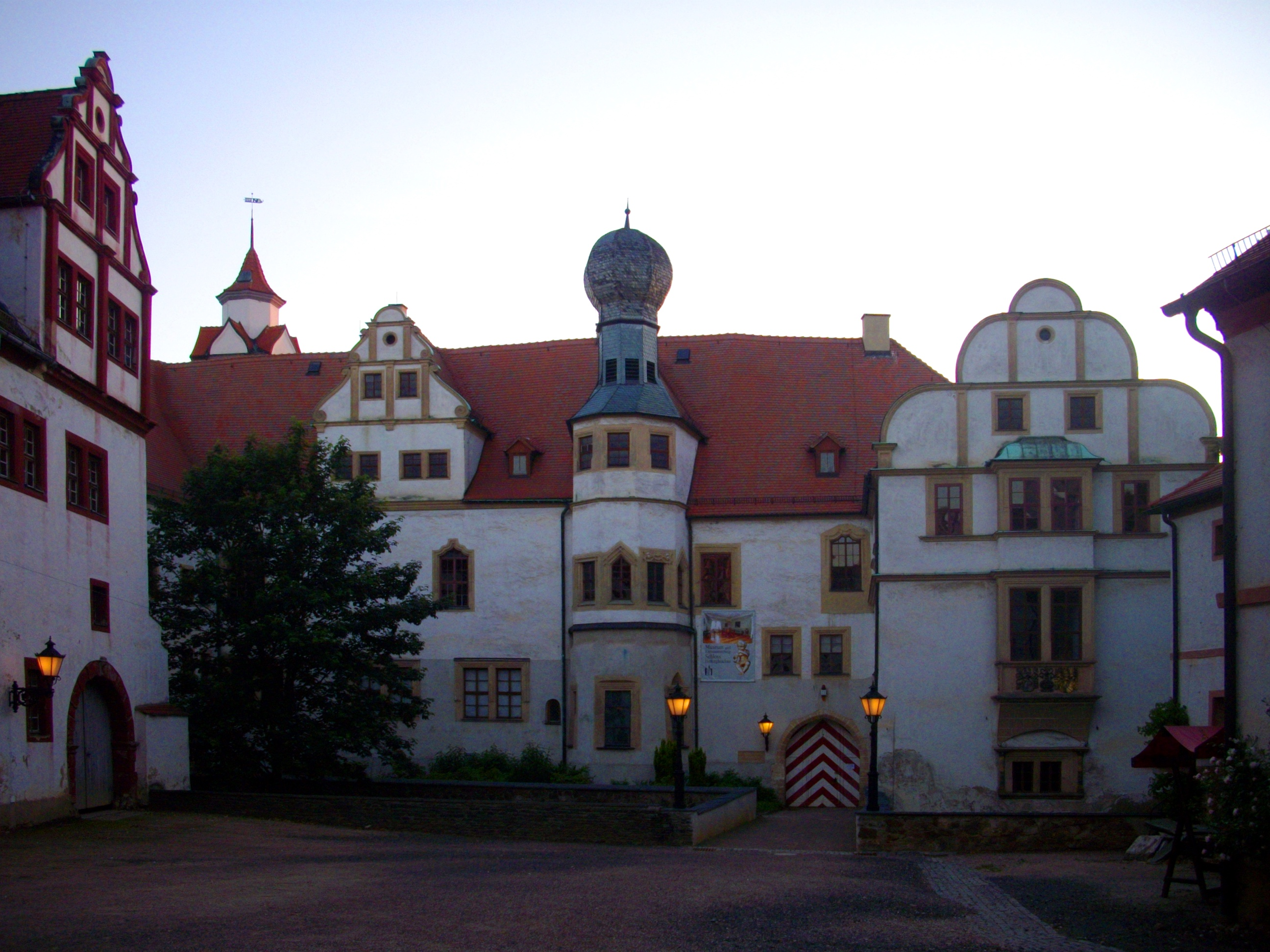
Schloss Hinterglauchau
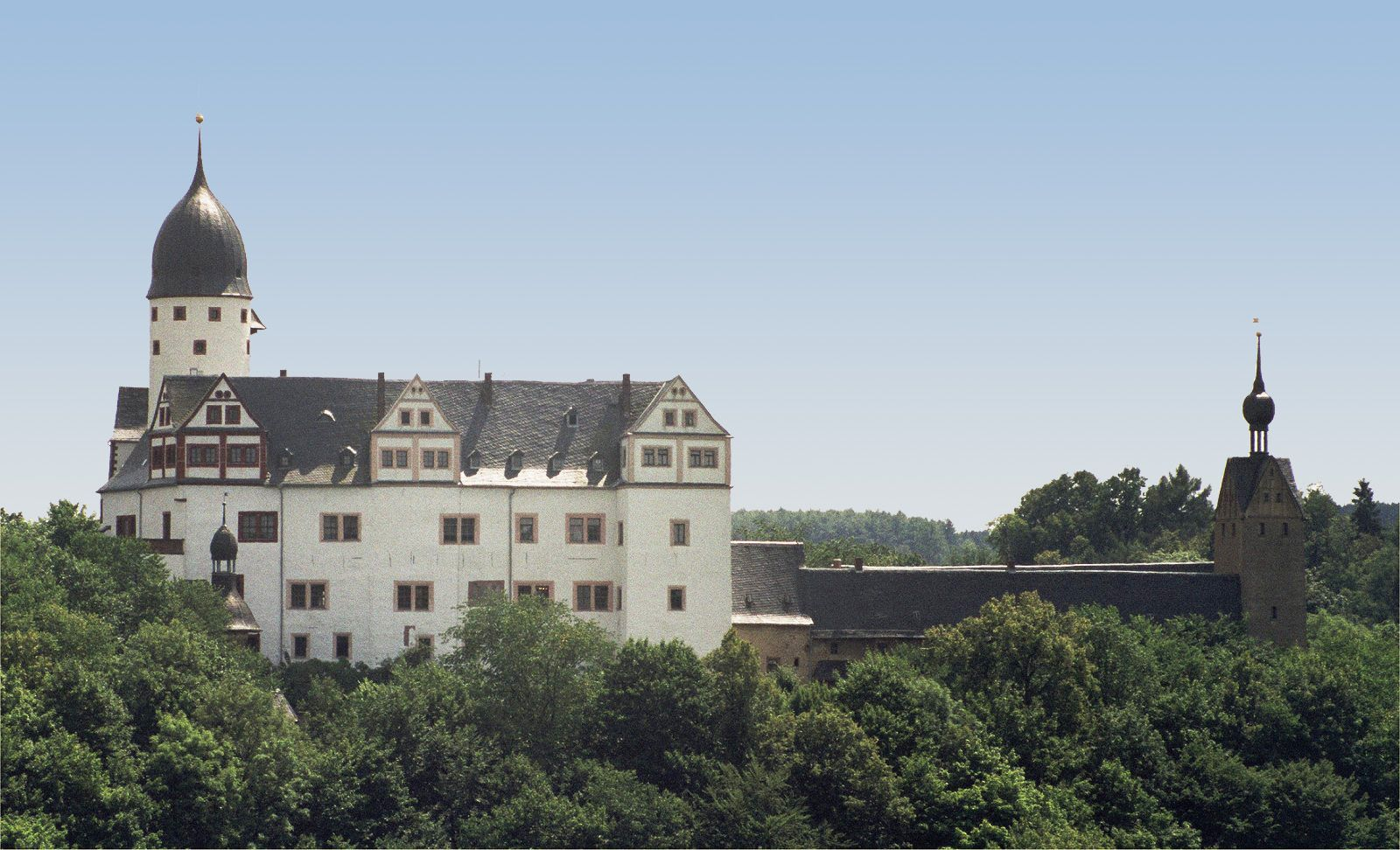
Schloss Rochsburg
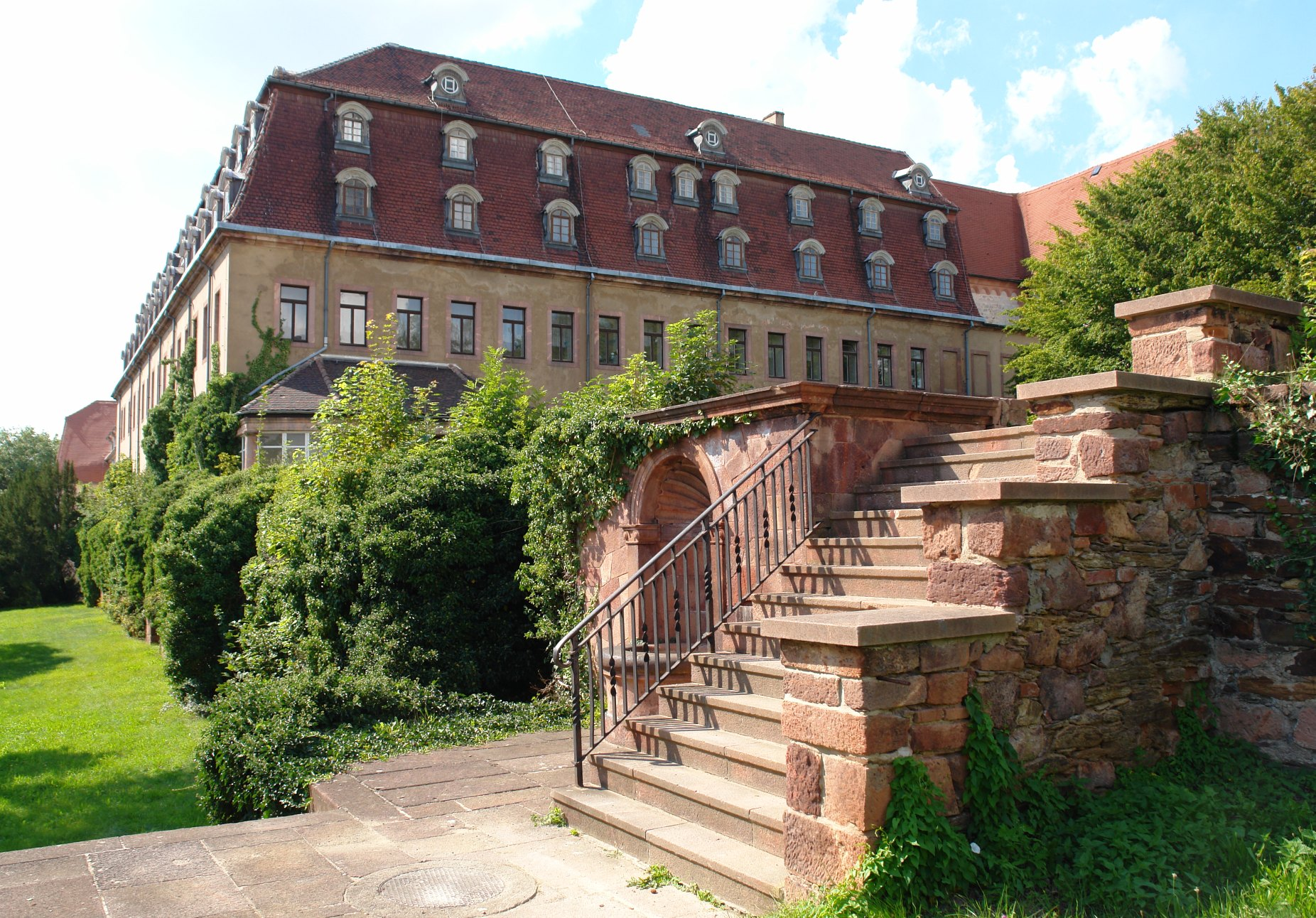
Neues (barockes) Schloss Wechselburg
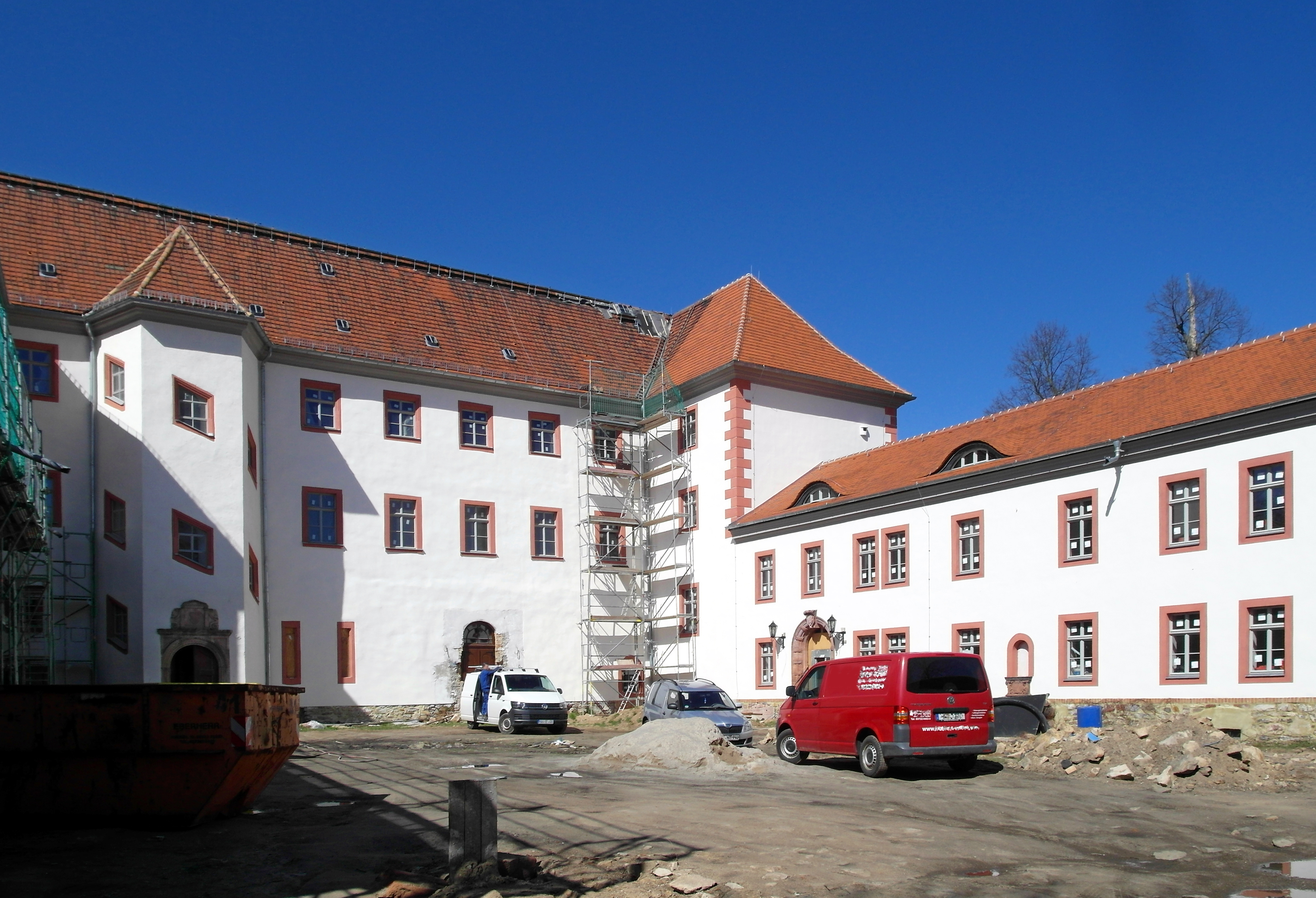
Altes Schloss Penig
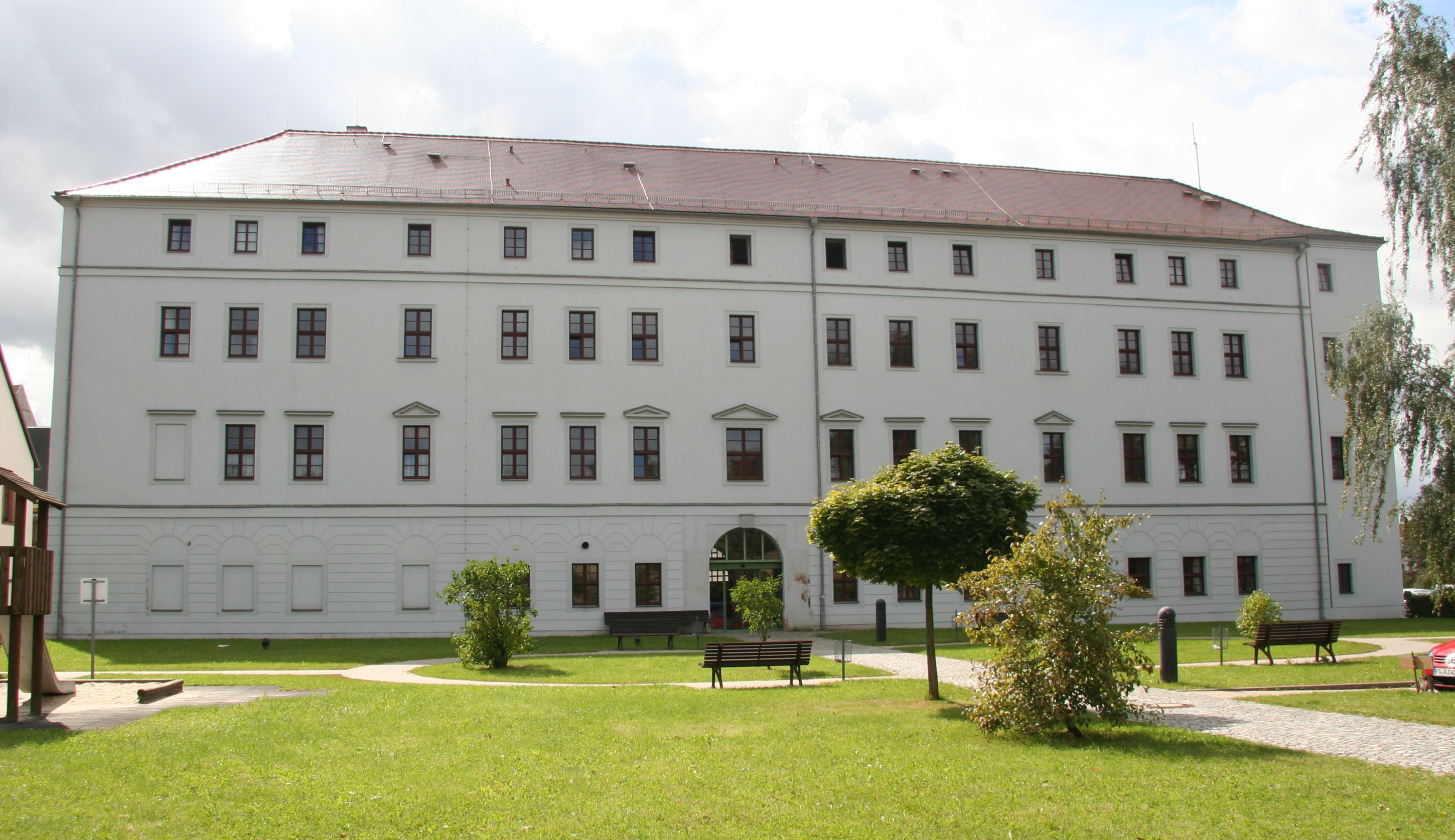
Neues Schloss Penig
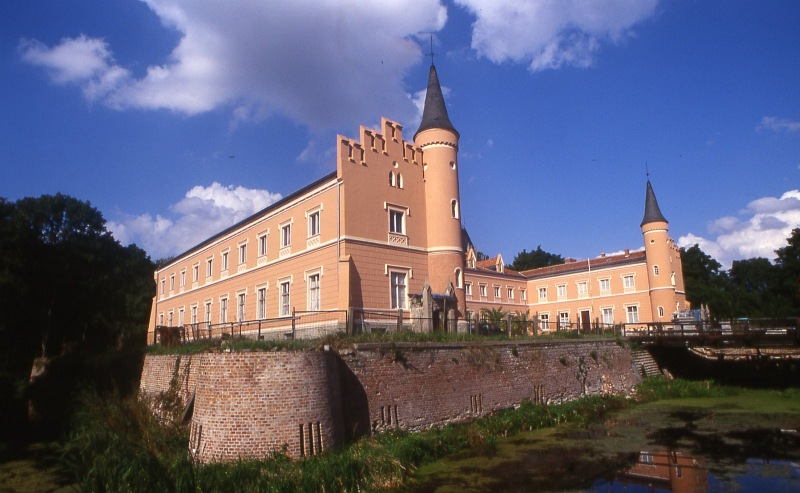
Schloss Gusow
Schloss Netzschkau
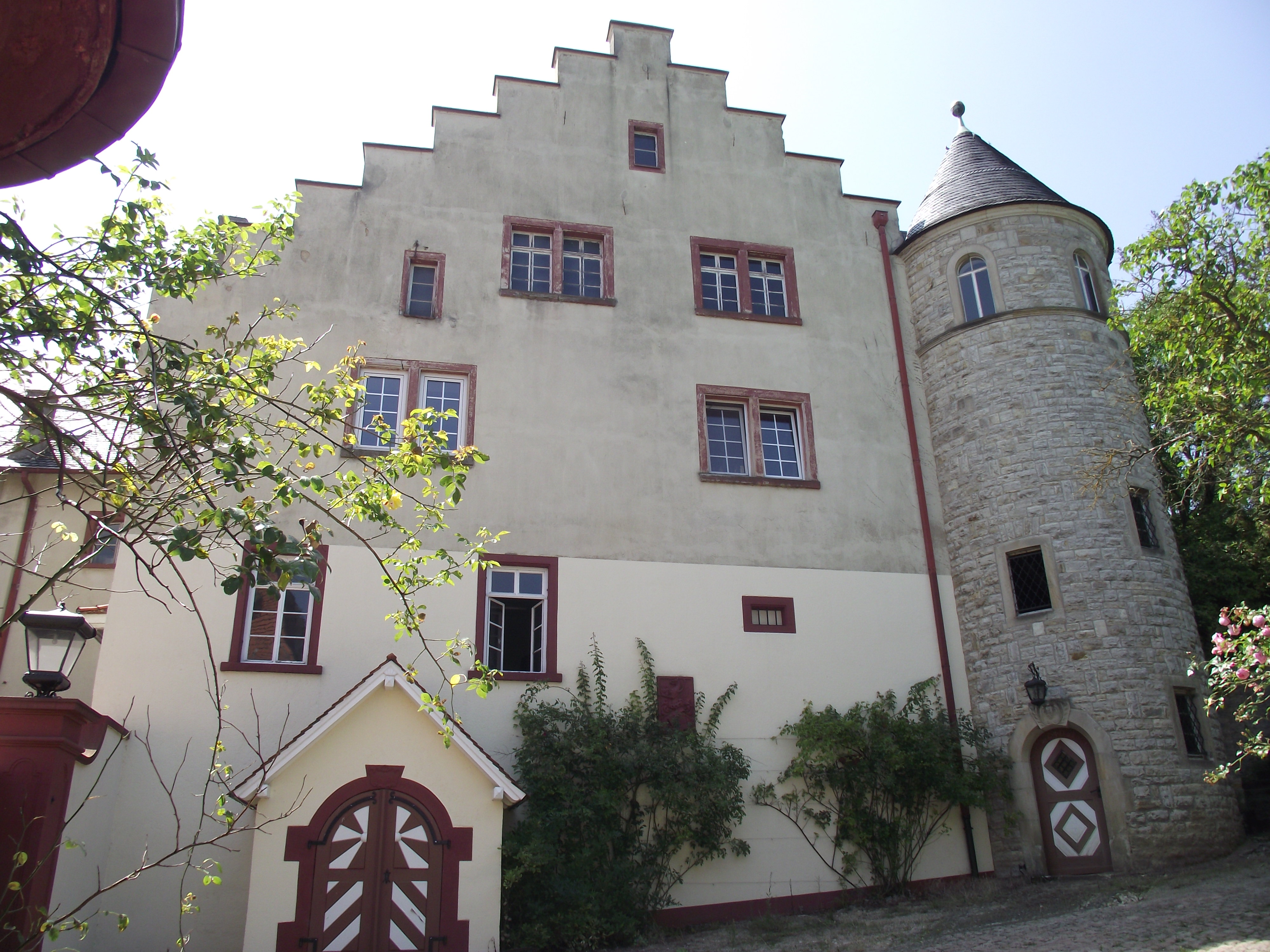
Schloss Westerhaus

## Gemeinsame Besitzungen und Titel, Teilungsverträge und Hausverträge
Bereits im Mittelalter hatten die Schönburger teilweise gemeinsamen Besitz beispielsweise an der Herrschaft Glauchau (zentraler Verwaltungssitz) und Geringswalde (Hauskloster der Schönburger und vermutlich ihre erste Burg im Muldental). Daher kam es auch während des Schönburgischen Bruderkrieges (1347–1355) dazu, dass die Schönburger von Burg Hassenstein im Jahr 1349 bei einem Erbstreit der Glauchauer Brüder Hermann VIII. († 1356) und Friedrich XI. († 1389) um das Erbe ihres in den Deutschen Orden eingetretenen Bruders Dietrich II. Kriegsknechte nach Glauchau marschieren ließen.
Auch bei später urkundlich belegten Erbteilungen oder Teilungsverträgen wurden gemeinsamer Besitz und die daran geknüpften Titel festgelegt. Alle an der Beurkundung beteiligten Personen durften sich beispielsweise „Herr zu Glauchau und Waldenburg“ nennen, wenn die Herrschaften Glauchau und Waldenburg in einem Teilungsvertrag als gemeinsamer Besitz festgelegt wurden, aber auch wenn ihnen kein Anteil dieser Herrschaft gehörte. Friedrich XI. von Schönburg nennt sich im Jahre 1378 erstmals „Herr zu Glauchau und Waldenburg“. Solche Teilungsverträge und andere Hausverträge sind überliefert für die Jahre 1431 (Linie Pürstein), 1446 (Glauchau in gemeinsamen Besitz), 1524, 1556 (Teilungsvertrag, Hartenstein und Geringswalde gemeinsamer Besitz), 1582 (Aufteilung der Herrschaften Hartenstein, Lichtenstein und Waldenburg), 1639 (Teilung der Herrschaft Hartenstein in Hartenstein und Stein), 1681 (Teilung der Herrschaft Glauchau in Forderglauchau und Hinterglauchau), 1683 (Teilung der Herrschaft Forderglauchau in Peniger und Wechselburger Teil), 1701/1702 (Aufteilung der Waldenburger Linie in die Zweige Waldenburg, Lichtenstein, Hartenstein und Stein), 1707.
Sowie:
- 1446 Teilungsvertrag:
  - Veit II von Schönburg erhält die Herrschaften Lichtenstein und Hartenstein
  - Friedrich XX. von Schönburg erhält Waldenburg.
- 1556 durch einen Teilungsvertrag entstehen die schönburgischen Linien:
  - Penig(-Wechselburg-Rochsburg) unter Wolf II von Schönburg.
  - Waldenburg(-Lichtenstein) unter Hugo II. von Schönburg.
  - Glauchau(-Remse) unter Georg I. von Schönburg
- 1556 wurde eine schönburgische Gesamtregierung eingerichtet, die in Glauchau saß.
- 1582 Erbteilungsvertrag der Söhne des Hugo I. von Schönburg:
  - Georg II erhält die Herrschaft Waldenburg.
  - Veit III. die Herrschaft Lichtenstein.
  - Hugo II. die Herrschaft Hartenstein.
- 1604 und 1632 werden Hausverträge aufgesetzt.
- 1610 erlischt die Linie Schönburg-Glauchau mit Augustus von Schönburg.
- 1740 wird eine neue Gesamtregierung nach den Rezessen mit Kursachsen gebildet.
- 1786 wird die Primogeniturordnung für die Waldenburger Linie(n) durch Otto Carl Friedrich erlassen.
- Ebenso 1786 erlischt die damalige Linie Schönburg-Hartenstein mit Friedrich Albert am 18. Dezember. Otto Carl Friedrich von Schönburg-Waldenburg vereinigt nun alle Herrschaften der Waldenburger Linie(n) inklusive Hartenstein in seiner Hand.
- 1791 Versuch zur Einrichtung einer Waldenburger Regierung für die Linie Schönburg-Waldenburg.
- 1811–1813 erfolgen Rezesse um das Erbe des Otto Carl Friedrich von Schönburg-Waldenburg unter seinen Söhnen.
- 1813 Verschiebung von Ämtergrenzen zwischen den Herrschaften Lichtenstein, Stein und Hartenstein.
- 1834 Primogeniturordnung des fürstlichen Hauses Schönburg-Waldenburg.
- 1836 Auflösung der Gesamtregierung und Gründung der sie ersetzenden Gesamtkanzlei in Schloss Forderglauchau nach dem Erläuterungsrezeß von 1835 mit Kursachsen.
- 1845 bis 1861 gemeinsame Verwaltung der Güter der fürstlichen Linie Schönburg-Waldenburg. 1861 Aufhebung der gemeinsamen Verwaltung für die Waldenburger Linie(n) für Heinrich Eduard von Schönburg.
- 1854 Primogeniturordnung des fürstlichen Hauses Schönburg-Waldenburg.
- 1860 Primogeniturordnung des gräflichen Hauses Schönburg-Forderglauchau.
- 1860 Erbteilung zwischen Heinrich Eduard und Friedrich von Schönburg.
- 1861 Familienvertrag über Beteiligung an gemeinschaftlichen Hausangelegenheiten.
- 1864 Primogeniturordnung des gräflichen Hauses Schönburg-Hinterglauchau-Rochsburg.
- 1878 Aufhebung des schönburgischen Gesamtkonsistoriums Glauchau.
- 1883 Vertrag zwischen den Mitgliedern des Hauses Schönburg über die Aufteilung der finanziellen Entschädigungen durch Kursachsen (Aufhebung der schönburgischen Gerichtsbarkeit).
- 1900 Vereinigung der Herrschaften Hinter- und Forderglauchau, nach dem Aussterben der Linie Schönburg-Hinterglauchau im Mannesstamme. Die Linie Forderglauchau benennt sich um in Schönburg-Glauchau.[10]

## Wappen

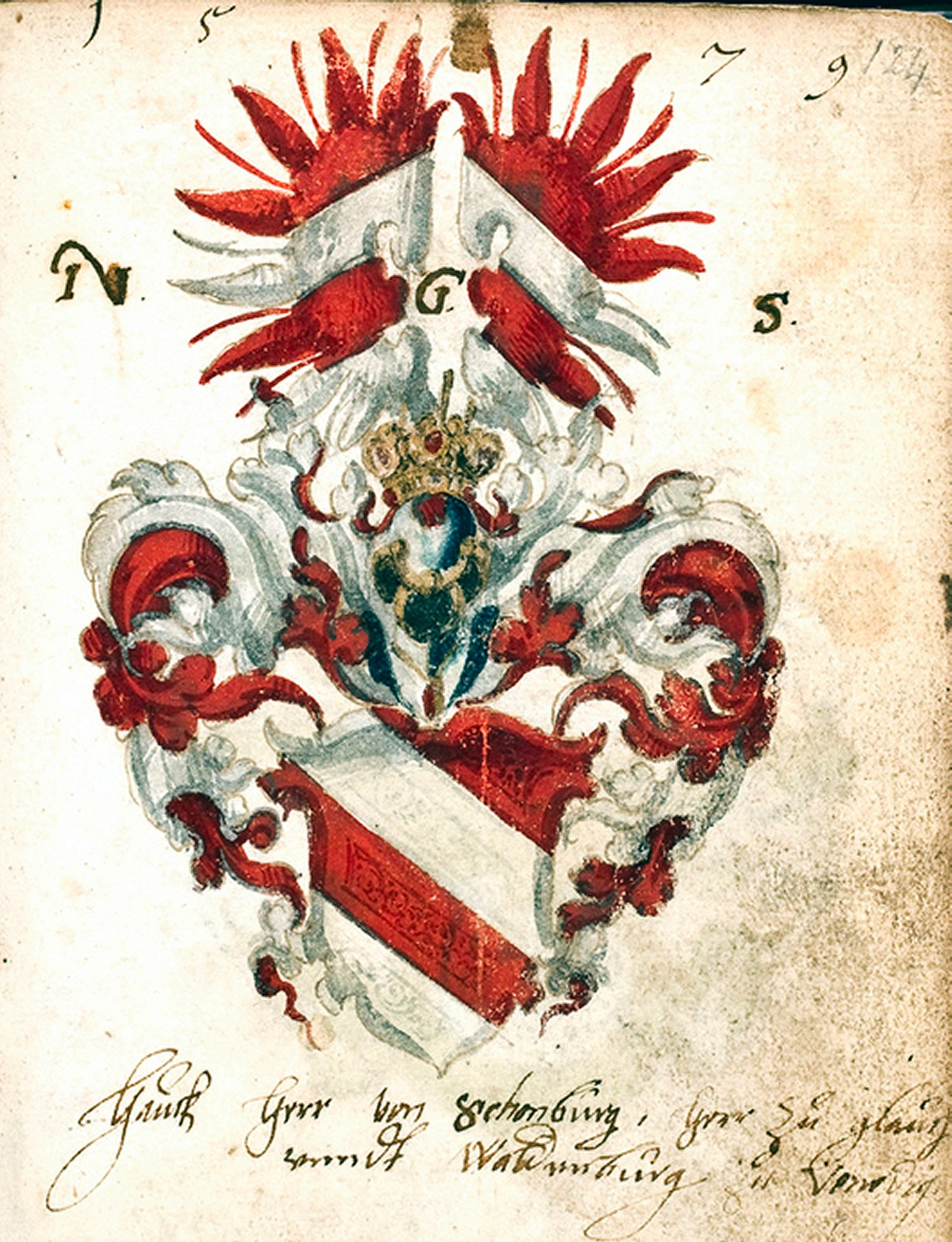
Stammwappen derer von Schönburg, 1579

Das Stammwappen ist von Rot und Silber dreimal schrägrechts geteilt. Auf dem Helm ist ein Flug, der wie der Schild bezeichnet ist. Die Helmdecke ist rot-silbern.
Gelegentlich kommen auch drei rote Schrägrechtsbalken vor, besonders bei Allianzwappen, wo die Wappensymbole traditionell „einander zugewandt“ dargestellt wurden.
Mittelalterliche Wappenabbildungen zeigen also teilweise drei rote Schrägbalken.
Die erste bekannte Darstellung des Wappens der Schönburger findet sich auf der Stiftungsurkunde des Benediktinerinnenklosters Geringswalde, dem schönburgischen Hauskloster, vom 2. Januar 1233. Dies ist zugleich die erste urkundliche Nennung der muldenländischen Schönburger. Von den früheren Schönburgern, die bei Naumburg und Merseburg begütert waren, ist das Wappen nicht überliefert.
Auf den Torflügeln von Schloss Forderglauchau (Osttor) und im Festsaal (Blauer Saal) von Schloss Waldenburg sind schönburgische Wappen zu sehen, die (wie bei anderen regierenden Grafen- oder Fürstenhäusern oder auch bei freien Reichsstädten) zum Zeichen der Reichsunmittelbarkeit mit dem Reichsadler unterlegt sind.
Seit Ernennung der Waldenburger Linie in den Reichsfürstenstand im Jahre 1790 durch Kaiser Leopold II. darf das Gesamthaus Schönburg sein Wappen mit einem hermelin-geschmückten Fürstenhut bekrönen, ferner ist das Große Familienwappen, wie bei allen Häusern des Hohen Adels, von einem Wappenmantel umgeben.

### Wappensage
In der letzten Schlacht, die Karl der Große gegen den sächsischen Herzog Wittekind kämpfte, wurde er sehr bedrängt. Die meisten seiner Begleiter waren bereits gefallen, nur er allein widerstand dem Andrang der Feinde. Plötzlich traf ein mit starker Hand geschleudertes Felsstück seinen Schild. Der Schild zersprang und Karl hatte nur noch sein Schwert zur Verteidigung. Da erhob sich aus den Reihen der gefallenen Gefährten ein schwerverletzter junger Mann und reichte ihm seinen Schild. Kaum hatte er sich damit gedeckt, nahte Hilfe und die Schlacht konnte gewonnen werden. Er konnte seinen Retter noch lebend ausfindig machen und erkannte ihn als einen Schönburg. Der führte bis dahin nur einen einfachen Silberschild ohne Kleinod. Karl berührte mit Ring-, Mittel- und Zeigefinger seiner rechten Hand die blutende Wunde und strich zweimal über das silberfarbene Schild, so dass es zwei rote Streifen zierten. Er sprach: „Schonburg, dies sei fortan dein Zeichen, dein Blut das Wappenkleinod deines Hauses.“
Es existieren auch andere Versionen der schönburgischen Wappen-Sage.

### Wappen und Siegel älterer Linien
Laut einem Heft von 1981 nutzte eine nicht näher benannte ältere Linie des Hauses ein völlig anderes Wappen. Sie hatten ein liegendes Andreaskreuz im Schild.
Hier kann nicht die pleißenländische Linie Schönburg-Crimmitschau gemeint sein, die um 1413 mit Friedrich XI. ausstarb. Diese Linie hatte ebenfalls das bekannte schönburgische Wappen „rot-weiß abwechselnd schrägrechts gestreift“, wie das Wappen der Stadt Crimmitschau beweist.
Das Siegel von Friedrich XI. von Schönburg aus der Crimmitschauer Linie, Herr zu Hassenstein, Preßnitz, Schlettau und Crimmitschau, aus dem Jahre 1358 zeigt einen mittig (waagerecht) zweigeteilten Schild. Im oberen Teil das Oberteil eines schreitenden Löwen, offenbar der des Pleißenlandes. Im unteren Schildteil offenbar drei Schrägrechtsbalken auf blankem Schild.
Andere mittelalterliche Siegel der Schönburger zeigen entweder nur einen Schrägrechtsbalken oder zwei im leeren Schild.
Das Wappen der „thüringischen Schönburger“ ist nicht überliefert, also unbekannt.
Hinweis: Auch die Stadtwappen von Elterlein und Lößnitz zeigen ein Andreaskreuz.
Es ist hierzu anzumerken, dass das Andreaskreuz im Wappenschild der Meinheringer enthalten war, welche Burggrafen von Hartenstein und Meißen waren, bevor die Schönburger die an sie verpfändete Burggrafschaft Hartenstein zugesprochen bekamen. Die Burggrafschaft Meißen zeigt daher auch ein solches Wappen, nämlich das der Meinheringer.
Die Angabe in der Quelle von 1981 stammte offenbar aus der Literatur von Otto Posse von 1914, gibt dessen Aussagen aber falsch wieder. Posse bildete das Siegel des Konrad von Schönburg in seinem Werk ab (Urkunde von 1388, Lehnsbesitz von Laucha an der Unstrut), teilte aber mit, dass dieser Konrad nicht zur edelfreien Familie von Schönburg gehörte, sondern zur bischöflich- naumburgischen Ministerialenfamilie „von Schönburg“, die Burgmannen auf der Schönburg und der Rudelsburg waren. Verwandtschaft zu den edelfreien Schönburgern bestand nicht.

### Schönburgische Städte und Orte
In die Wappen vieler ehemals schönburgischer Städte sowie des Landkreises Zwickau wurde das Schönburgische Wappen oder die rot-weißen (rot-silbernen) Balken aufgenommen:

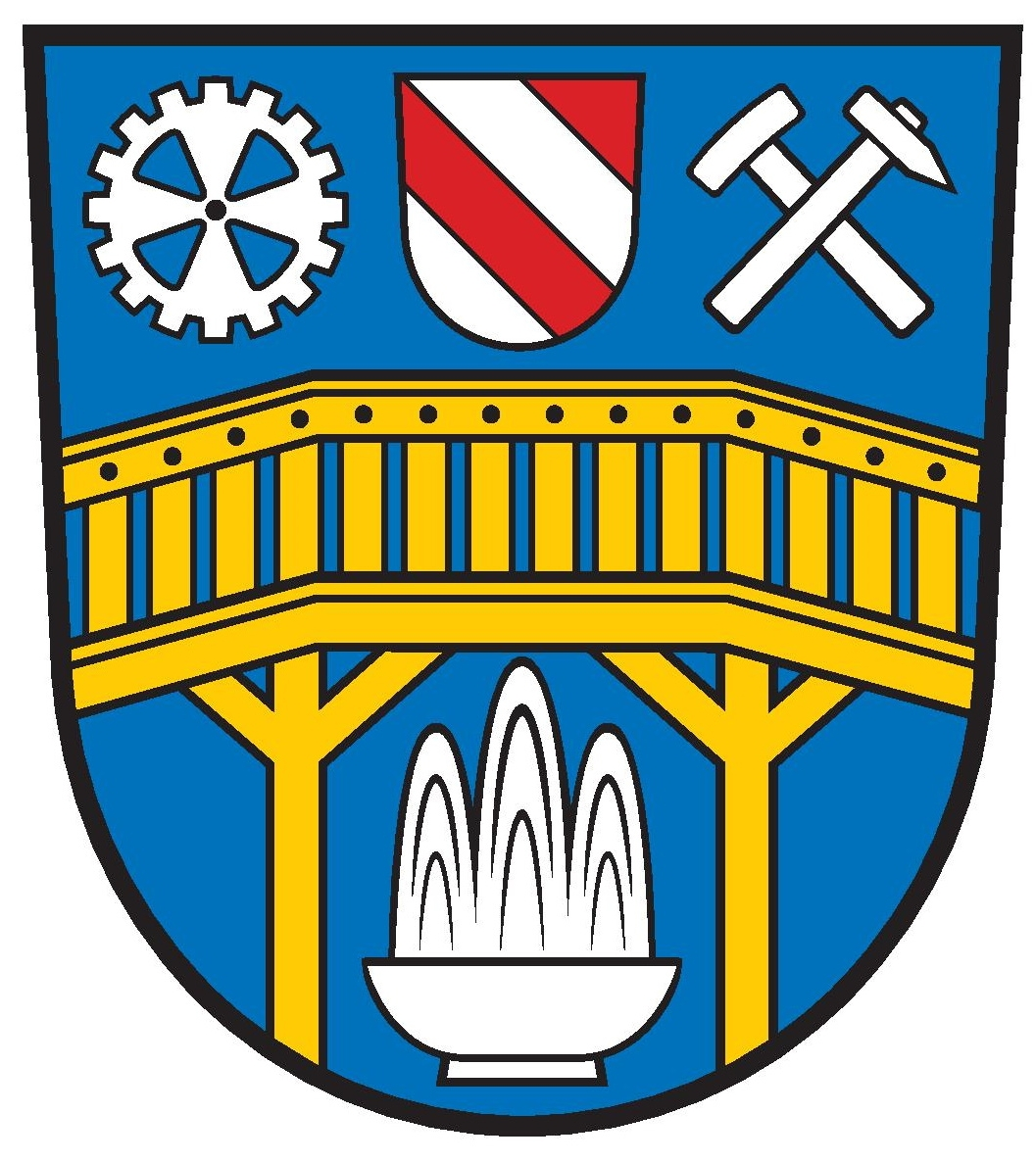
Stadt Aue-Bad Schlema, seit 2021
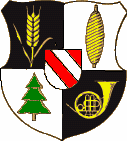
Gemeinde Bernsdorf (Landkreis Zwickau)
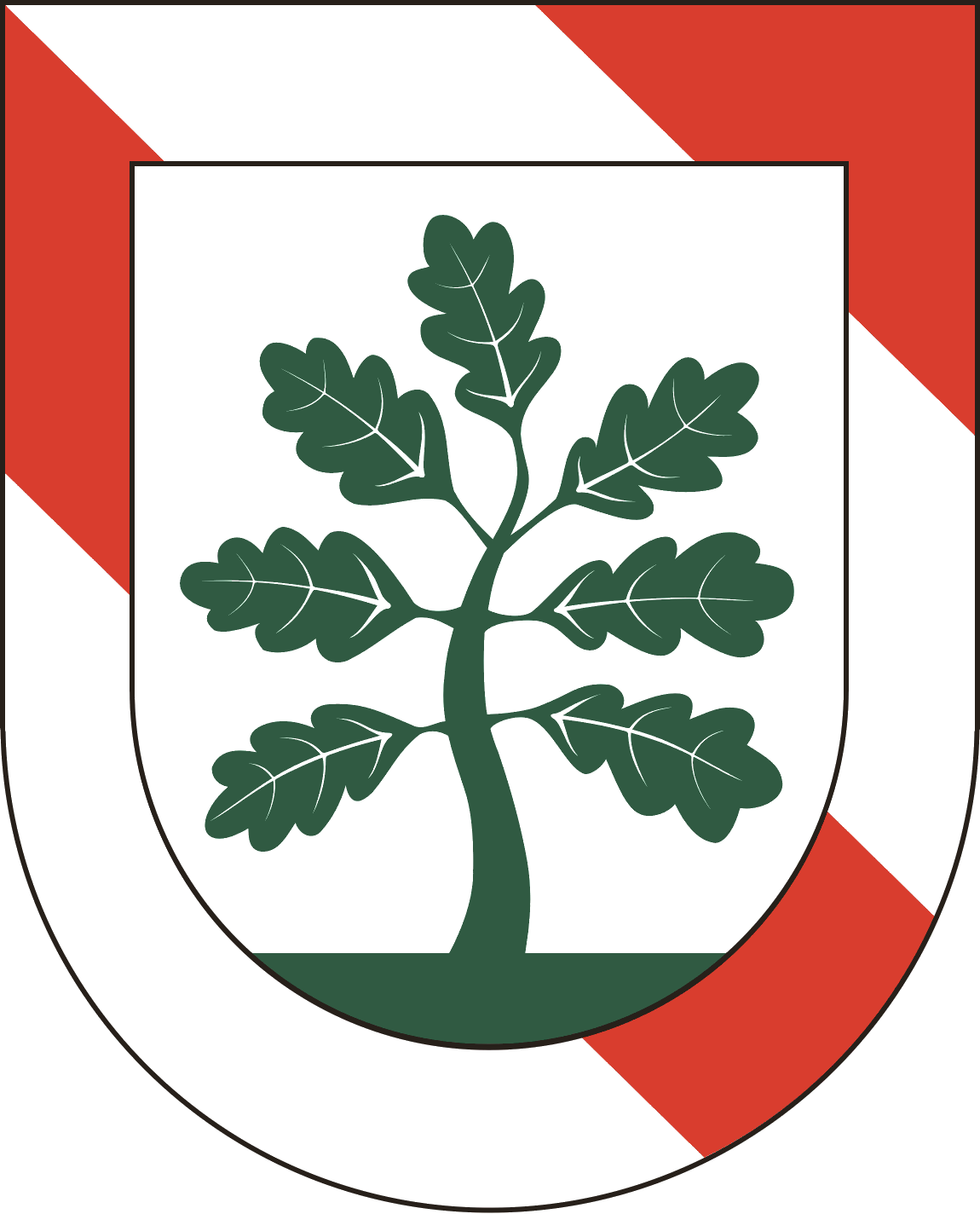
Gemeinde Callenberg
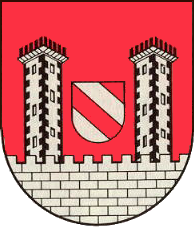
Stadt Crimmitschau
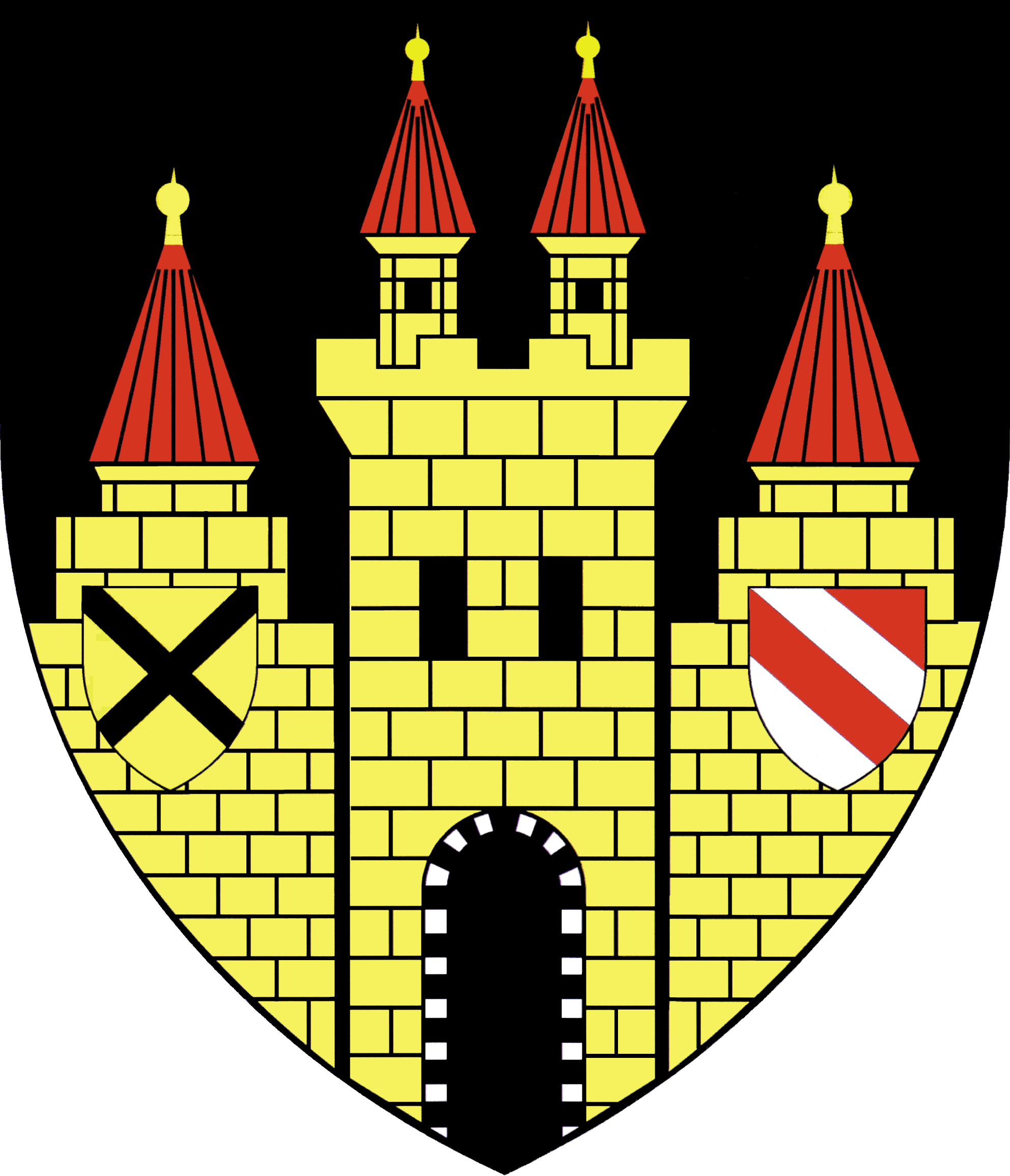
Stadt Elterlein
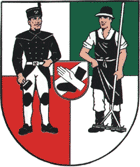
Ort Gersdorf bei Zwickau
Stadt Glauchau
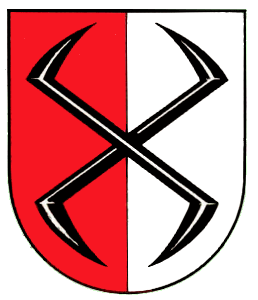
Stadt Hartenstein (Sachsen)
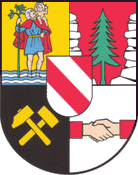
Bergstadt Hohenstein-Ernstthal (ehem. Doppelstadt)
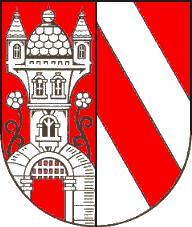
Stadt Lichtenstein/Sa. (inkl. ehem. Stadt Call(e)nberg)
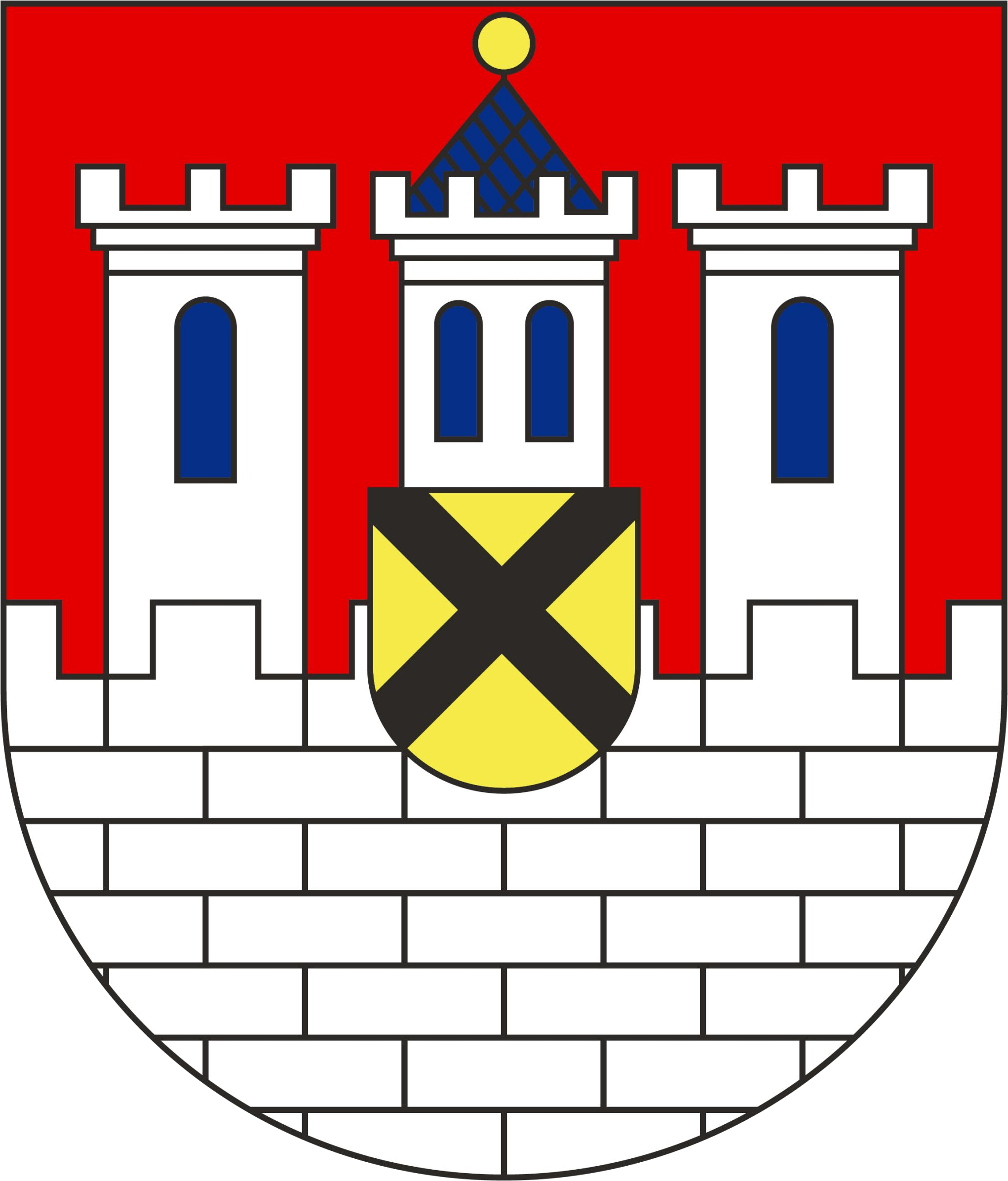
Bergstadt Lößnitz (Erzgebirge)
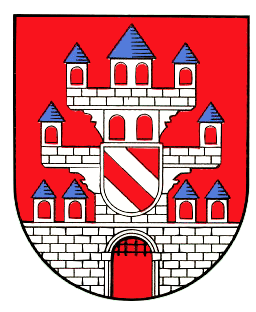
Stadt Meerane
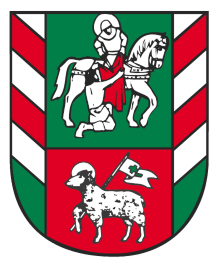
Stadt Oberlungwitz
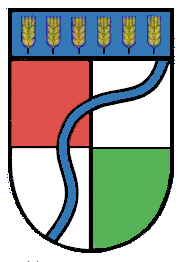
Gemeinde Oberwiera
Bergstadt Oberwiesenthal
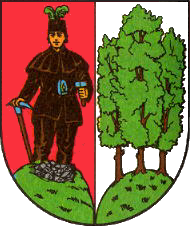
Stadt Oelsnitz/Erzgeb.
Gemeinde Ponitz in Thüringen
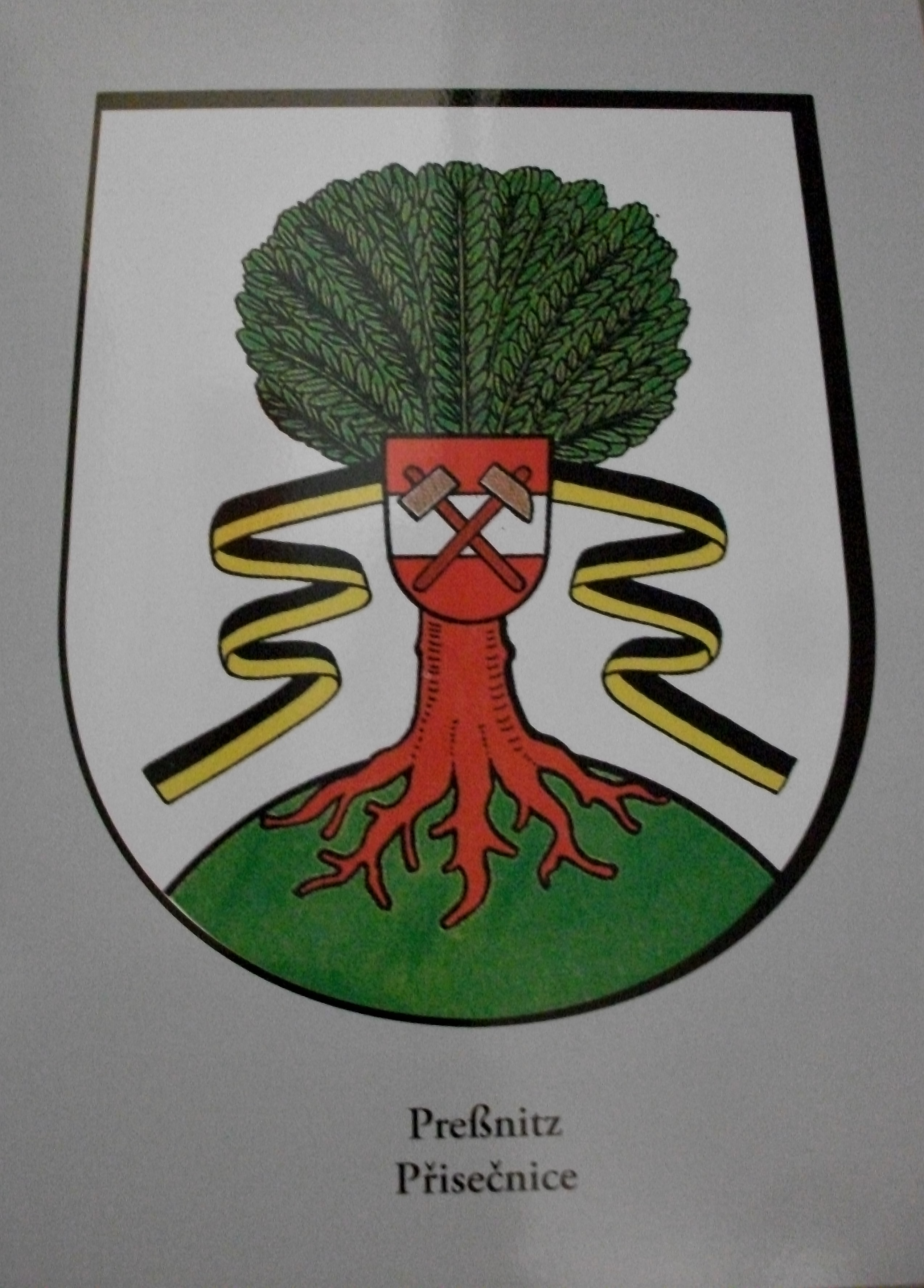
ehem. Bergstadt Preßnitz in Böhmen
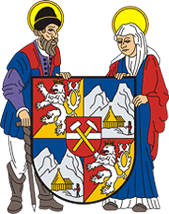
Bergstadt Sankt Joachimsthal in Böhmen
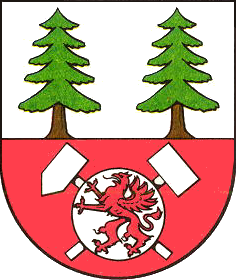
Bergstadt Scheibenberg
Stadt Stollberg/Erzgeb.
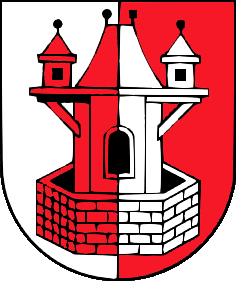
Stadt Waldenburg
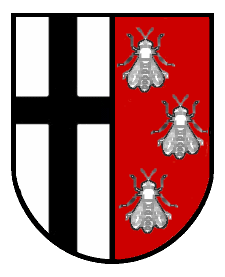
Stadt Wechselburg
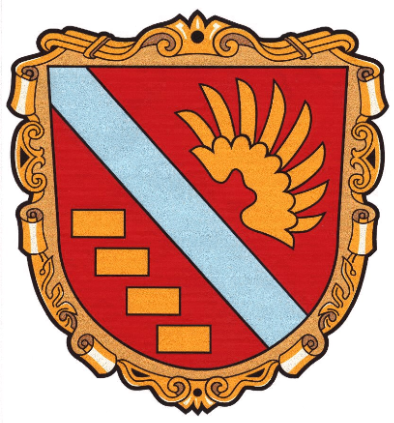
Ort Ziegelheim
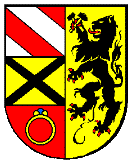
Landkreis Annaberg, 1994-2008
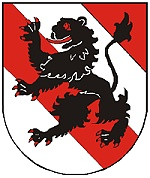
Landkreis Chemnitzer Land, 1994-2008
Landkreis Zwickau, aktuell
Landkreis Stollberg, 1994-2008
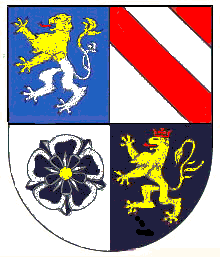
Landkreis Zwickauer Land, 1994-2008

Auch die Gemeinde Niederschindmaas, heute ein Ortsteil von Dennheritz, hatte ein Wappen, das die rot-weißen Balken enthält. Die schönburgischen Gründungen (oder Mitgründungen) Preßnitz (und St. Joachimsthal) in Böhmen zeigen waagerechte rot-weiße Balken. Die böhmische Stadt Graslitz hatte ursprünglich auch ein schönburgisches Wappenfeld in ihrem Wappen enthalten.

## Schönburgische Landesfahne
Mehrere um 1867 geschaffene Aquarelle des Dresdner Landschaftsmalers Wilhelm Gebhardt (1827–1893), in seinem Mappenwerk Die Schoenburgschen Schloesser, zeigen auf verschiedenen Schlössern des Hauses rot-weiß wehende Fahnen, z. B. auf den Schlössern Forderglauchau, Hinterglauchau und Waldenburg. Dabei wird entweder eine mittig waagerecht (halbiert) geteilte Fahne gezeigt, deren eine Hälfte (meist die obere) weiß und die andere Hälfte rot ist, oder es wird eine waagerecht in drei gleich hohe Streifen (also dreigeteilte) Fahne abgebildet. Diese hat dann zwei rote waagerechte (oben und unten) und einen weißen waagerechten (mittigen) „Balken“. Eine schwarz-weiße Reproduktion solcher alter Darstellungen befindet sich auf dem Titelbild des Heftes Schönburgische Geschichte, Eine Zeittafel (2005). Die hier abgebildeten Fahnen werden auch textlich hervorgehoben: In Sachsens Farben schlicht und rein, schlingt sich ein rot-weiß Banner ein, Hell weht’s von Schönburg’s Schlösserkranz u. spiegelt sich im Muldenglanz!
Aus der in zwei Hälften (weiß/rot) waagerecht geteilten Fahne wurde offenbar die heute noch übliche Glauchauer Stadtfahne abgeleitet, durch mittiges Hinzufügen des Glauchauer Stadtwappens.

## Persönlichkeiten

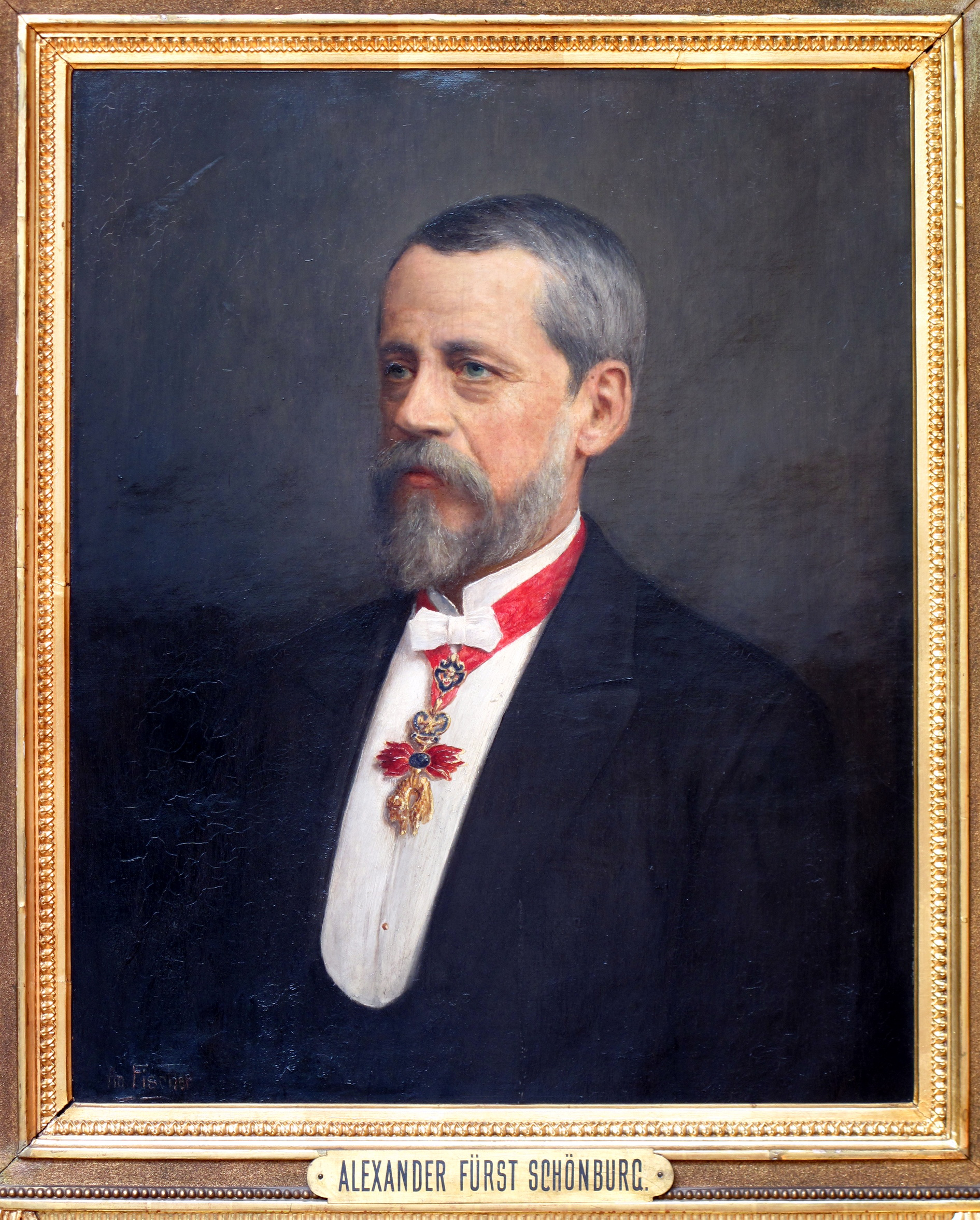
Alexander Fürst von Schönburg-Hartenstein (1826–1896), von Adolph Johannes Fischer gemalt

- Hermann II. von Schönburg, Stifter des Benediktinerinnenklosters Geringswalde (1233)
- Friedrich III. von Schönburg (belegt ab 1261; † 1312), Burggraf von Kaaden, Landrichter des Pleißenlandes und des Egerlandes
- Adelheid von Dohna († 15. Juni 1342/52), geb. von Schönburg-Glauchau, Burggräfin, Gemahlin von Otto (Heide)
- Otto Carl Friedrich von Schönburg (1758–1800), erster Fürst von Schönburg-Waldenburg, Auftraggeber des Grünfelder Parkes
- Heinrich Ernst von Schönburg-Rochsburg (1760–1825), Landwirt und Schafzüchter
- Albert von Schönburg-Hinterglauchau (1761–1841), Mitglied der ersten Kammer der Ständeversammlung des Königreichs Sachsen
- Ludwig von Schönburg-Hinterglauchau (1762–1842), bayerischer Generalmajor
- Otto Victor I. von Schönburg (1785–1859), Fürst von Schönburg und sächsischer Landtagsabgeordneter
- Heinrich Eduard von Schönburg-Hartenstein (1787–1872), Träger des Ordens vom Goldenen Vließ, Gesandter
- Heinrich von Schönburg-Hinterglauchau (1794–1881), Mitglied der ersten Kammer der Ständeversammlung des Königreichs Sachsen
- Otto Friedrich von Schönburg-Waldenburg (1819–1893), Mitglied im Sächsischen Landtag und seit 1859 3. Fürst von Schönburg
- Hugo zu Schönburg-Waldenburg (1822–1897), preußischer General der Infanterie, Fideikommissherr auf Schloss Droyßig
- Alexander von Schönburg-Hartenstein (1826–1896), seit 1879 1. Vizepräsident des Herrenhauses des österreichischen Reichsrats
- Georg von Schönburg-Waldenburg (1828–1900), sächsischer General der Kavallerie und Generaladjutant
- Alois Fürst von Schönburg-Hartenstein (1858–1944), österreichischer Generaloberst und Verteidigungsminister
- Hermann von Schönburg-Waldenburg (1865–1943), deutscher Diplomat, Fideikommissherr und Rittergutsbesitzer
- Joachim von Schönburg-Glauchau (1873–1943), Jurist, Abgeordneter im sächsischen Landtag
- Otto Victor II. von Schönburg (1882–1914), Fürst von Schönburg-Waldenburg
- Sophie Fürstin von Albanien (1885–1936), geb. Prinzessin von Schönburg-Waldenburg
- Günther von Schönburg-Waldenburg (1887–1960), Fürst von Schönburg-Waldenburg
- Carl Graf von Schönburg-Glauchau (1899–1945), Erbe der Schlösser in Glauchau
- Joachim Graf von Schönburg-Glauchau (1929–1998), Jagdautor und Politiker (CDU), MdB (1990–1994)
- Alfred Prinz von Schönburg-Hartenstein (* 1953), Unternehmer, Präsident des Verbandes der Deutschen Adelsverbände, Botschafter des Malteser Ritterordens in Bratislava
- Gloria Prinzessin von Thurn und Taxis (* 1960), geb. Gräfin von Schönburg-Glauchau, Unternehmerin
- Christoph Graf von Schönburg-Glauchau (* 1962), Bundesfilmpreisträger 2005, Sound-Designer im Oscar-prämierten Film Das Leben der Anderen (2007)
- Alexander Graf von Schönburg-Glauchau (* 1969), deutscher Journalist und Schriftsteller
- Donna Anna Luisa Pignatelli della Leonessa a.d.H. der Principi di Monteroduni (* 1952) geb. Prinzessin von Schönburg-Waldenburg, Schriftstellerin[28]

## Burgen und Schlösser
- Achensee, Tirol, Österreich, unklar, ob hier ein Schloss existierte
- Alberoda: Edelhof Alberoda, Erzgebirge, Sachsen
- Schloss Belgershain, Landkreis Leipzig
- ehem. Rittergut Callenberg bei Waldenburg
- in Region Chomutov (Komotau), Nordböhmen/Egergraben, Tschechien:
  - Vorgängerbau/Rittergut des Wasserschlosses Hagensdorf (Ahníkov), Tschechien, wegen Braunkohleabbau devastiert
  - Burg Hasištejn (Burg Hassenstein) in Místo, ab 12. Jahrhundert
- Moravská Třebová, abgegangene Burg von Boršov (Borschau) bei Mährisch Trübau, Bodendenkmal
- Dresden: ehem. Palais Vitzthum-Schönburg, 1885 abgerissen
- Schloss Droyßig, Sachsen-Anhalt
- Schloss Enzesfeld, Enzesfeld-Lindabrunn, Niederösterreich
- Schloss Gauernitz, Landkreis Meißen
- Geringswalde, Landkreis Mittelsachsen, ehemalige Burg Geringswalde mit mehreren Vorburgen, Gräben und geringe Mauerreste eines Kellers erhalten
- Geithain, Landkreis Leipzig, Herrschaft und Burg (auf dem Kirchberg der Nikolaikirche)
- in Glauchau, Landkreis Zwickau, Westsachsen:
  - Schloss Forderglauchau (1527–1534), erster Frührenaissance-Bau Mitteldeutschlands
  - Schloss Hinterglauchau, ehemalige Burg Glauchau, Spätgotik/Renaissance/Historismus
  - Witwenpalais neben Schloss Forderglauchau
- Grünberg, Landkreis Bautzen, Sachsen, abgegangenes Schloss
- Schloss Gusow, Landkreis Märkisch-Oderland, Brandenburg
- Schloss Guteborn, Landkreis Oberspreewald-Lausitz, Brandenburg, 1948 gesprengt, Rundkapelle und Stallungen erhalten
- in Hartenstein, Tal der Zwickauer Mulde, sächsisches Erzgebirge, Landkreis Zwickau, Sachsen:
  - Schloss Hartenstein, ehem. Burg, Kernburg/historistisches Schloss, seit 1945 Ruine (Nutzung durch einen Verein), Vorburg erhalten und bewohnt
  - Burg Stein, bestehend aus Oberburg (um 1200) und Unterburg (um 1500)
- Schloss Hermsdorf, Landkreis Bautzen, Sachsen
- Burg Hohnstein, Landkreis Sächsische Schweiz-Osterzgebirge, Sachsen
- Schloss Hoyerswerda, Landkreis Bautzen, Sachsen, ehemalige Wasserburg (13. Jahrhundert)
- Burg Kadaň, Nordböhmen/Egergraben, Tschechien, nach Erbauung ohne königliche Erlaubnis zunächst abgerissen, späterer königlicher Burgneubau
- in Region Klášterec nad Ohří (Klösterle an der Eger), Nordböhmen/Egergraben, Tschechien:
  - Ruine Nový Šumburk (Neuschönburg), heute fälschlich als Schönburg (Šumburk) bekannt, Kernburg mit Vorburg, Wohnturmruine in der Kernburg, Burgtor der Vorburg und tiefer Halsgraben, (spät)gotische Anlage, sowie der rittergutartige Meierhof „Alt-Schönburg“ (Ruine) am Fuße des Burgberges
  - wohl komplett abgegangene ältere Schönburg(Šumburk), unbekannter Ort(?) bei Klösterle/Eger
  - Lestkov/Rašovice: Ruine Burg Funkštejn/Funkstein östlich von Lestkov (Leskau) und südöstlich von Rašovice (Roschwitz) auf einem Bergrücken, minimale Reste (Bodendenkmal)
  - Ruine Burg Egerberk (auch Egerberg) über dem zu Klösterle gehörenden Dorf Lestkov (Leskau), gotische Palasruine und Umfassungsmauern
  - Perštejn (Pürstein) westlich vön Klösterle: Ruine Burg Perštejn (Burg Pürstein), ab 13. Jahrhundert, Mauerreste, Palasteile, Bergfried. Ein Zubehör war die Burg Brunnersdorf.
- Burgruine Kohren, Landkreis Leipzig, Sachsen, ab 10. Jahrhundert, Anlage mit zwei Bergfrieden
- Komořany na Moravě (dt.: Gundrum), ehem. Schloss oder Rittergut, Drahaner Bergland, Mähren, Tschechien
- Kladská/Auf der Glatzen, Fachwerk-Jagdschlösschen bei Marienbad
- Kraslice/Graslitz, ehemalige Burg Graslitz auf dem Schlossberg, vermutlich geschleift
- Burg Kriebstein, Landkreis Mittelsachsen
- Burgruine Hohenwang in Langenwang, Steiermark, Österreich, 12. Jahrhundert
- Lichtenstein/Sa.:
  - Schloss Lichtenstein, sächsisches Westerzgebirge, Landkreis Zwickau, Umbau zum Hotel seit 2017
  - Palais Lichtenstein, vermutlich Nutzung als Wohnungen
- Lohmen, Landkreis Sächsische Schweiz-Osterzgebirge, Sachsen, Altes Schloss (Kammergut Lohmen), Renaissancebau
- Meerane, Landkreis Zwickau, Sachsen, ehemalige Burg Meerane (12. Jahrhundert), abgegangen
- Burgruine Návarov bei Železný Brod, Nordböhmen, Isergebirge, Tschechien
- Schloss Netzschkau, sächsisches Vogtland, spätgotischer Bau
- Schloss in Nova Bystrice (Neubistritz)
- schlossartiges Vorwerk Neudörfel (komplett abgegangen?), seit 1923 Ortsteil Neuschönburg in Mülsen-Ortmannsdorf, Erzgebirge, Sachsen
- Oelsnitz, Rittergut Oelsnitz, teilweise erhalten, Erzgebirge, Sachsen
- Schloss Pomßen, Pomßen, Landkreis Leipzig
- Penig, Tal der Zwickauer Mulde, Landkreis Mittelsachsen:
  - Altes Schloss Penig, ehem. Wasserburg, Gotik/Renaissance
  - Neues Schloss Penig, ehem. Renaissancebau, heute klassizistischer Bau
- Platkow in Brandenburg, ehem.(?) Rittergut oder Schloss
- ehem. Wasserburg Ponitz, Ostthüringen
- Pyšná, Nordböhmen, Erzgebirge, Herrschaft Seeberg mit beiden Burgen/Burgruinen Seeberg (Alt Seeberg) und Neuseeberg
- ehem.(?) Rittergut/Schloss Quolsdorf, Quolsdorf b. Hähnichen, Oberlausitz, Sachsen
- Schloss Červená Lhota (Rothlhotta), Südböhmen, Tschechien, Renaissance-Wasserschloss
- Herrschaft Přísečnice (Preßnitz), Erzgebirgskamm, Nordböhmen, die gotische Wasserburg wurde aber erst unter den von Lobkowitz errichtet
- Remse, Landkreis Zwickau, Sachsen, turmartiger „Roter Stock“ mit Anbau, ehem. Klosterkirche und späteres „Schloss Remissa“
- Schloss Rochsburg, Tal der Zwickauer Mulde, Landkreis Mittelsachsen, spätgotischer Bau mit Umbauten der Renaissance, Schönburgische Gruft
- ehem. Schloss Rüßdorf, Bernsdorf (Abbildung auf ältestem Stammbaum der Schönburger) mit Rittergut, abgerissen im 19. u. 20.Jh.
- Schloss Sachsgrün, Vogtland, Sachsen
- Schloss Schlettau, Erzgebirgskreis, Sachsen, ehemalige Wasserburg, Spätgotik/Renaissance
- Wasserschloss Schneeberg, Südslowenien
- Burg Schönburg, Saaletal, Burgenlandkreis, Sachsen-Anhalt (12. Jahrhundert), teilweise Ruine
- Schwarzenbach an der Saale, Oberfranken, Landkreis Hof, Bayern:
  - Schloss Schwarzenbach (ehem. „Unterhof“), barocker Bau, aktuell genutzt als Rathaus,
  - OT. Förbau, abgegangenes Wasserschloss Förbau, ehemalige Burg, Barockschloss, vor 1977 abgerissen beim Bau einer Talsperre
- Burg Schweinsburg in Crimmitschau, Landkreis Zwickau, Sachsen
- Burg Hoheneck in Stollberg/Erzgeb., nur Grundmauern erhalten
- Tempelhof: ehem. Rittergut
- Trutnov (Trautenau), Riesengebirge, Nordosttschechien, ehemalige Burg, abgegangen
- im Saazer Kreis, Nordböhmen:
  - Schloss Dobritschan, Ruine
  - Schloss Tuchorschitz
- bei Waldenburg, Tal der Zwickauer Mulde, Landkreis Zwickau, Sachsen:
  - Die Burg Waldenburg (12. Jh.), abgetragen, Bergfried-Unterteil mit staufischen Buckelquadern erhalten
  - Altes Schloss Waldenburg (Hinteres und Vorderes Renaissanceschloss), 1848 abgerissen nach Brand, Reste vorhanden, umgesetztes Portal des Hinteren Schlosses nun im Grünfelder Park
  - Neues Schloss Waldenburg, historistischer Bau
  - Grünfelder Park mit Teilen des „Schloss Greenfield“ (heute Gaststätte/Hotel), Teehaus (neues Schlösschen Grünefeld) mit Turm (auch „Lokomotive“ genannt), unbenutztem Mausoleum, Badehaus u. a., am Parkeingang das umgesetzte Portal des abgerissenen Waldenburger Renaissanceschlosses (Hinteres Schloss)
- Waldheim, ehemalige Burg, mutmaßlich anstelle des Schlosses mit Schlosskirche „St. Otto“, innerhalb der Justizvollzugsanstalt Waldheim
- in Wechselburg, Tal der Zwickauer Mulde, Landkreis Mittelsachsen, umgebaute ehemalige Klosteranlage mit:
  - „Altes Schloss Wechselburg“, Gotik/Renaissance
  - „Neues Schloss Wechselburg“, Barockschloss
- Burgruine Wehlen (um 1200), Landkreis Sächsische Schweiz-Osterzgebirge, Sachsen
- Westerberg: Schloss Westerhaus, Rheinland-Pfalz
- Burg Wettin, Saalekreis, Sachsen-Anhalt, Stammburg der Wettiner, war 1567-1585 im Besitz der Schönburger
- Palais Schönburg in Wien, Österreich
- Schloss Žacléř (Schloss Schatzlar), Riesengebirge, Nordosttschechien, ehemalige Burg (12. Jahrhundert), Barockschloss
- Ziegelheim: ehem. Rittergut, Westsachsen

## Grablegen
- Glauchau in Sachsen:
  - Gruft in Schloss Hinterglauchau, aktuell nicht mehr zu besichtigen, 23 Personen der Linie Hinterglauchau hier bestattet
  - Gruft in der Stadtkirche St. Georgen nahe Schloss Forderglauchau, nicht zugänglich, Hans Kaspar von Schönburg mit seiner Frau und seinen Kindern sind hier bestattet
- Geringswalde, ehemaliges Benediktinerinnenkloster Geringswalde, ursprüngliche Grablege des Hauses Schönburg, seit der Säkularisation Rittergut mit späterem Gutshaus, weitgehend abgerissen nach 1945
- Gruft in Schloss Lichtenstein, 20 Bestattete, mehrere Metallsärge, nur zu besonderen Terminen zugänglich
- Gruft in Schloss Rochsburg, mehrere Metallsärge, im Rahmen einer Besichtigung der Schlosskapelle einsehbar
- Gruft in der Dorfkirche in Rochsburg, hier mehrere Schönburger bestattet, u. a. Graf August Ernst von Schönburg-Rochsburg (1666–1729)[29]
- Gruft in Schloss Hermsdorf, Ottendorf-Okrilla, Sachsen
- Remse, Gruft in der romanischen Dorfkirche St. Georgen, drei Särge, unzugänglich
- Waldenburg:
  - in der Waldenburger Oberstadt in der St. Bartholomäus-Kirche (Ende 15. Jh.) ist eine Gruft. Hier wurde nach seinem Tode am 4. Februar 1566 Hugo I., Herr von Waldenburg und Lichtenstein, Stammvater der Waldenburger Linie in der Gruft beerdigt. Sein Epitaph von 1567 (des Dresdner Bildhauers Christoph Walther II.) befindet sich heute im südlichen Seitenschiff der Kirche.[30] Es soll aus der Kapelle des alten Schloss Waldenburg hierher versetzt worden sein.
  - wegen anstehendem Grundwasser unbenutztes Mausoleum im Grünfelder Park, 1820–1830 von seiner Gemahlin für Otto Carl Friedrich von Schönburg-Waldenburg in Auftrag gegeben[31]
- Wechselburg, Gruft in der romanischen Stiftskirche des ehemaligen Benediktiner-Klosters, bis heute Grablege der Grafen von Schönburg-Glauchau (zuletzt 2024 Graf Georg von Schönburg-Glauchau beigesetzt), nicht zugänglich
- Guteborn, Friedhof: Ulrich Georg Prinz von Schönburg-Waldenburg (1869–1939) und weitere Familienmitglieder
- Salzburg: auf dem Salzburger Kommunalfriedhof wurde der 1960 verstorbene Fürst Günther von Schönburg-Waldenburg neben seiner Frau Herta (1890–1959) beerdigt.[32]
- Dresden, Trinitatisfriedhof, am 26. März 1864 wurde Graf Alban von Schönburg (1804–1864) hier beigesetzt und 1880 auch seine Frau, geb. Gräfin Amalie Christiane Marie von Jenison-Walworth, genannt Emilie oder Emmy.[33]
- Pariser Friedhof Père-Lachaise: Gräfin Anna Leopoldine Albertine Wilhelmine von Schönburg-Forderglauchau-Penig-Wechselburg (1775–1826), geb. Gräfin von Wartensleben[34]
- Antwerpen, Liebfrauenkathedrale: Ernst I. von Schönburg-Glauchau (* um 1456; † 26. Januar 1490)[35]
- nahe Kladská/„Auf der Glatzen“ bei Marienbad, Fürst Otto Sigismund von Schönburg-Waldenburg (8. April 1866 Waldenburg – 11. November 1936 auf der Glatzen) ist hier im Wald unter dem Berg Lydna (Glatzenberg) – wohl ohne seine Frau Emilie Friederike (1876–1964), geborene Handschke – beerdigt (Quelle: Infotafel in Kladská) ().
- Friedhof Bad Ischl: Alexander Fürst von Schönburg-Hartenstein (1826–1896) und weitere Familienmitglieder, darunter sein Vater Fürst Heinrich Eduard (1787–1872) und sein Enkel Fürst Alexander (1888–1956).
- Grablege derer von Rochsburg auf dem Friedhof (oder in der Kirche?) von Bräunsdorf, siehe Liste der Kulturdenkmale in Limbach-Oberfrohna#Bräunsdorf.

## Besondere Bauwerke und Denkmale
- Aussichtsturm „Schönburgwarte“ in Schwarzenbach an der Saale (Oberfranken, Bayern): Neubau von 1954 (augenscheinlich in der Form des erhaltenen Bergfriedes der abgegangenen Burg Waldenburg), ursprünglicher hölzerner Turm errichtet unter Beihilfe von Prinz Ernst von Schönburg-Waldenburg bis 1884 auf dem Großen Kornberg
- Grünfelder Park (1780–1797) bei Waldenburg (Sachsen), bedeutender Englischer Landschaftsgarten „Greenfield“ des Grafen Otto Carl Friedrich von Schönburg-Waldenburg. Ursprünglich ca. 53 Bauwerke. Heute noch Teile des Schlosses „Greenfield“ (nun Gaststätte) – oder auch heute „Grünefeld“ genannt –, sogenanntes „Badehaus“, ehemalige künstliche Grotte (eingestürzt und danach versiegelt), unbenutztes Mausoleum, Teehaus mit Turm (auch „Lokomotive“ genannt wegen seiner Form), Tempel „Hirschtränke“ und am Parkeingang das umgesetzte Portal des abgerissenen Renaissanceschlosses von Waldenburg (altes Hinteres Schloss). „Denkmal des Erstgeborenen“ (Graf Otto Alexander von Schönburg-Stein (28.08.1781 – 27.07.1782)) mit Inschrifttafel im Park.[36] Park öffentlich zugängig.
- Gebäude des Naturalienkabinetts in Waldenburg (Sachsen): darin als „Museum im Museum“ eine historische Kuriositätensammlung des 18. bis 19. Jahrhunderts, bestehend aus Mineralien, physikalischen Messgeräten, Tierpräparaten (u. a. Fehlbildungen mit mehreren Köpfen), Schmetterlingen, eine ägyptische Mumie mit verziertem Holzsarg, ein (wohl im 18. Jahrhundert gefälschter) Keuschheitsgürtel, Stoßzähne des arktischen Narwales.
- Alexanderstein (Hartenstein) im Wald nahe der Prinzenhöhle an einem Wanderweg gelegen. Bei Hartenstein/Sachsen. Historisches Hegedenkmal für den Fürsten und Förster Alexander von Schönburg-Hartenstein. Errichtet von seinem Sohn. Der Felsen auf dem der Stein steht ist ein beliebter Aussichtspunkt (525 m ü.NN).[37]

## Porträt- und Hofmaler, Lithografen des Hauses
(sortiert nach Geburtsdatum)
- Johann Christoph Reicholdt (1713-1782[43]), alias Chretien Hermes Reicholdt, Maler aus Glauchau, tätig für Linie Hinterglauchau um 1772 als Hofmaler[44]
- Anton Graff (1736–1813), in Glauchau bei der Linie Forderglauchau
- Christian Wilhelm Tischbein (1751–1824), aus der Künstlerfamilie Tischbein, tätig für Linie Hinterglauchau um 1790[45]
- Johann Christian Klengel (1751–1824), für die fürstliche Linie Waldenburg tätig gewesen
- Élisabeth Vigée-Lebrun (1755–1842), tätig für die fürstliche Linie Schönburg-Hartenstein
- Christian Leberecht Vogel (1759–1816), Hofmaler und Zeichenlehrer für die fürstliche Linie Waldenburg
- Gottlieb Samuel Stamm (1763–1814), Kupferstecher, tätig für Linie Waldenburg[46]
- Barbara Krafft (1764–1825), 1800 für die Linie Hinterglauchau tätig[47].
- Johann Friedrich Wizani (1770–1838), Maler und Radierer, Abbildungen schönburgischer Schlösser
- Jacob Wilhelm Christian Roux (1771–1830), für die Forderglauchauer Linie tätig gewesen
- Carl Christian Vogel von Vogelstein (1788–1868), tätig für Linie Hinterglauchau
- Johann Friedrich Wilhelm Wegener (1812–1879)
- August Friedrich Pecht (1814–1903), tätig für die Linie Forderglauchau-Penig-Wechselburg in Wechselburg
- Hanns Hanfstaengel (1820–1885), Lithograph
- Wilhelm Gebhardt (1827–1893)[48]
- Moritz Müller (Maler 1824-1894, Dresden), tätig für Linie Forderglauchau
- Paul Kießling (1836–1919), tätig für Linie Forderglauchau
- Egon Josef Kossuth (1874–1949), tätig für Linie Schönburg-Glauchau
- Adolph Johannes Fischer (1885–1936), tätig für Linie Schönburg-Hartenstein
- Moritz Müller (1807–1865), genannt Feuermüller, Maler, tätig für Linie Forderglauchau

## Sonderausstellung über die Schönburgs
Von 1990 bis 1991 erfolgte im Museum Schloss Hinterglauchau die Sonderausstellung Die Schönburger, Wirtschaft, Politik, Kultur, zu der 1990 das gleichnamige Buch zur Ausstellung herausgegeben wurde. Das Buch ist gegliedert in die Kapitel: Zum Geleit(Vorwort)/ Reich, Region und die Schönburger/ Schönburgische Besitzungen im Überblick/ Wappen/ Burgen und Schlösser/ Bergbau/ Innungswesen und Manufaktur/ Schönburgische Gerichtsbarkeit/ Das Territorium in Kriegszeiten/ Kunst(Gemälde, Möbel und Gebrauchsgegenstände)/ Kirche und Kunst(kirchliche Kunst, Altäre, Schnitzwerke und -figuren, Epitaphe etc.)/ Musikleben und Musikpflege.

## Forschungsprojekte
Von 1998 bis 2001 finanzierte die Volkswagenstiftung das Projekt „Die Sächsischen Landtage und die Schönburgischen Herrschaften“. Im Ergebnis wurde die Broschüre Schönburgische Geschichte, Eine Zeittafel herausgegeben.

## Namensähnliche Familien
- Schönberg (teilweise auch Schomberg), ein in Sachsen verbreitetes Adelsgeschlecht, das möglicherweise mit den von Schönburg einen gemeinsamen Ursprung hat oder ebenfalls Ministerialendienst auf der Schönburg an der Saale tat.
- ab 1174 belegte bischöflich-naumburgische Ministeriale, die sich „Schönburg“ nannten auf/nach der Schönburg an der Saale, wo sie ihren Dienst verrichteten (möglicherweise identisch mit dem hier behandelten Geschlecht oder den zuvor aufgeführten von Schönberg).
- Schönburg auf Wesel (auch: Schönberg/Schomberg), rheinländisches Adelsgeschlecht
- Edle Herren und spätere Freiherren von Schönburg in Niederbayern, zu denen Johann von Schönburg (gest. 1555), Bischof von Gurk (1552–1555), gehörte.